# Biserica Pogorârea Sfântului Duh din Gârcina
Biserica Pogorârea Sfântului Duh este un monument istoric aflat pe teritoriul satului Gârcina, comuna Gârcina, județul Neamț.

## Istoric și trăsături
Biserica Pogorârea Sfântului Duh din Gârcina se află în centrul satului, pe locul fostei mănăstiri de maici Gârcina. În anul 1778 mănăstirea a fost desființată, iar biserica din acea perioadă, fiind probabil deteriorată, a fost înlocuită cu actuala biserică, construită din piatră și cărămidă, între anii 1796-1804. Ctitorul bisericii a fost preotul Petrache Ștefănescu, tatăl episcopului Melchisedec Ștefănescu, împreună cu credincioșii satului.
Are 24m lungime și 4m lățime. Icoanele de pe catapeteasmă sunt opera pictorului Gheorghe Zugravu. Pictura în frescă a fost realizată de arhimandritul Varahil Moraru între 1957 și 1962.
A fost târnosită la 24 iunie 1962.

## Imagini din exterior

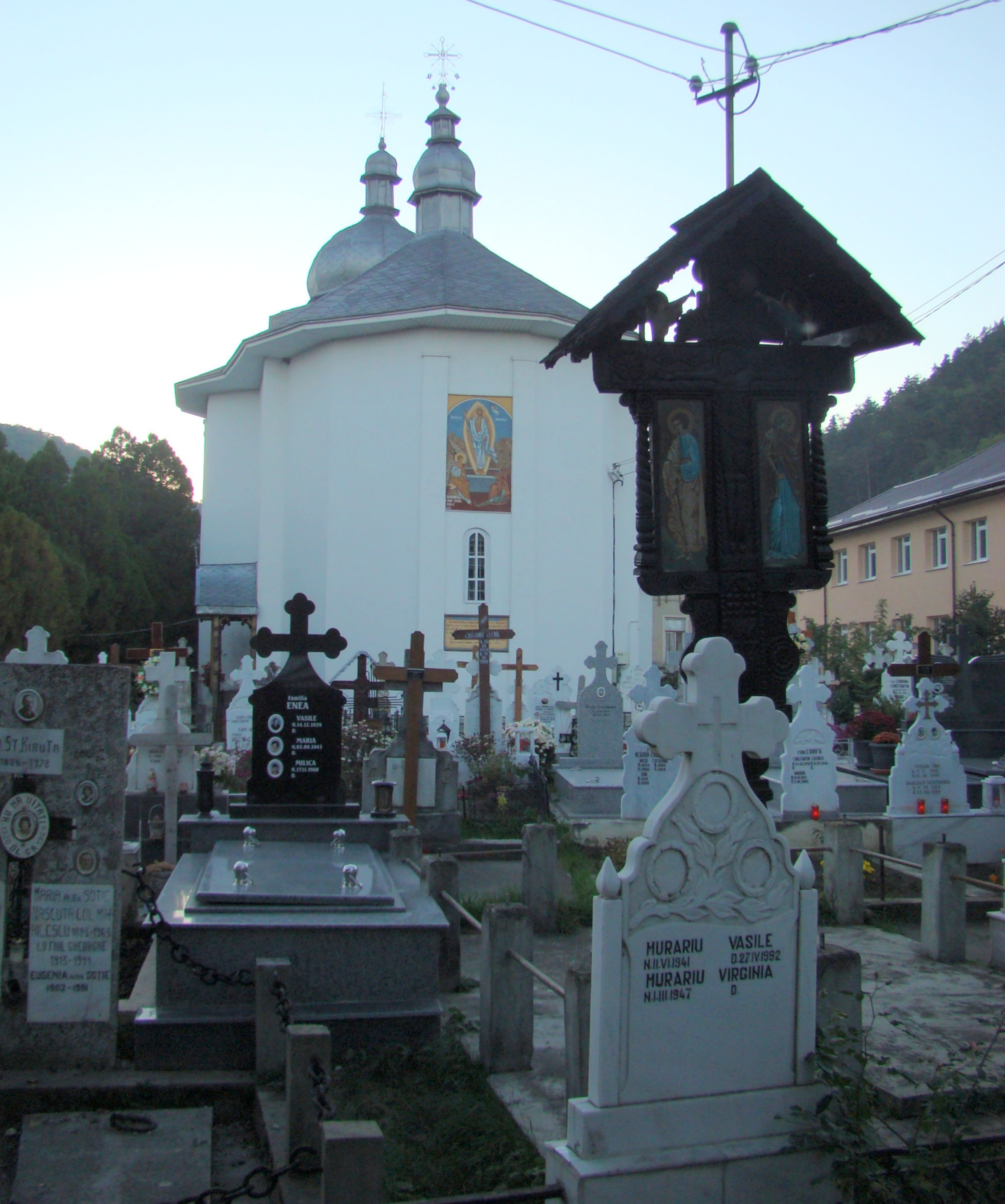
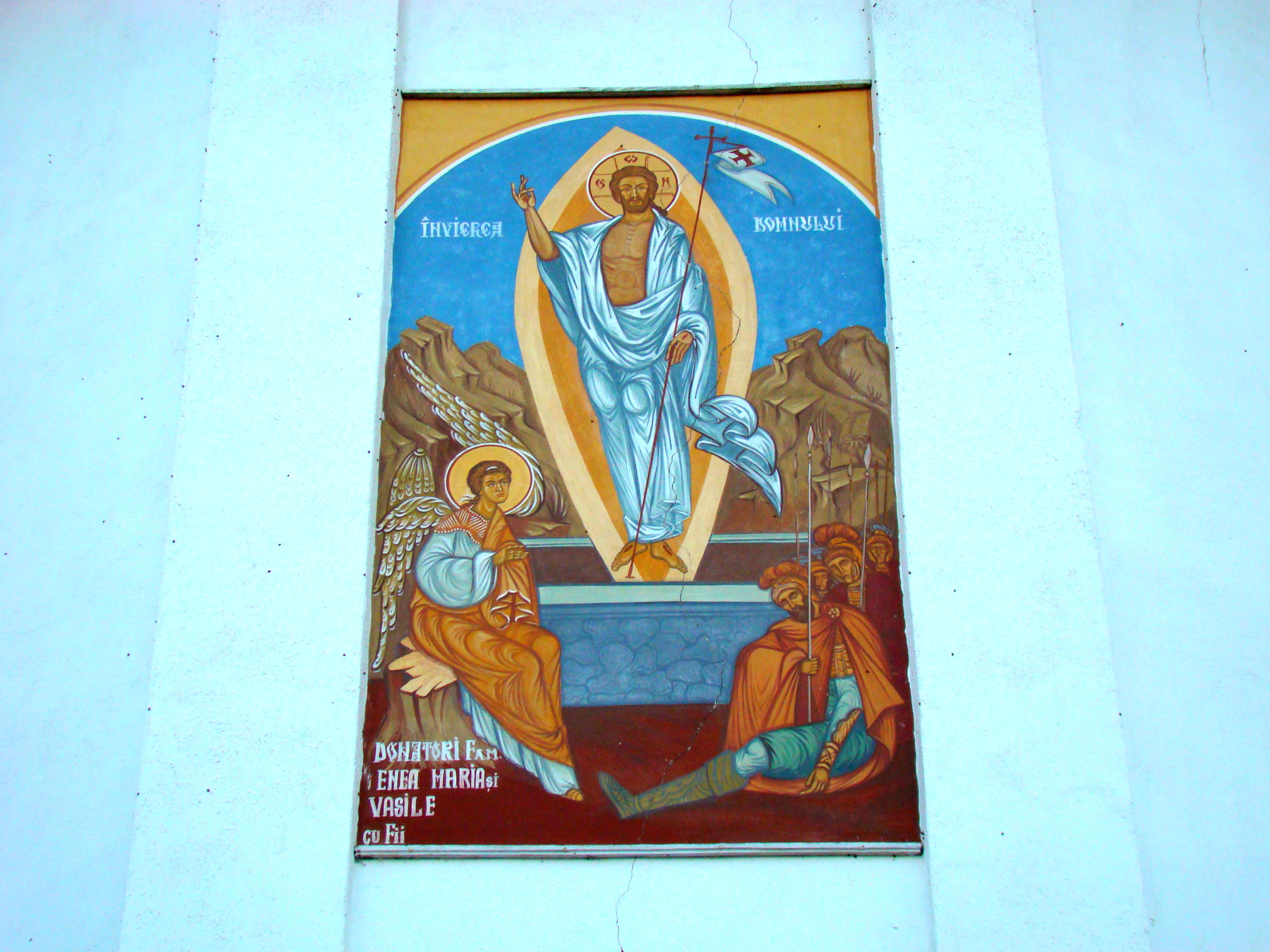
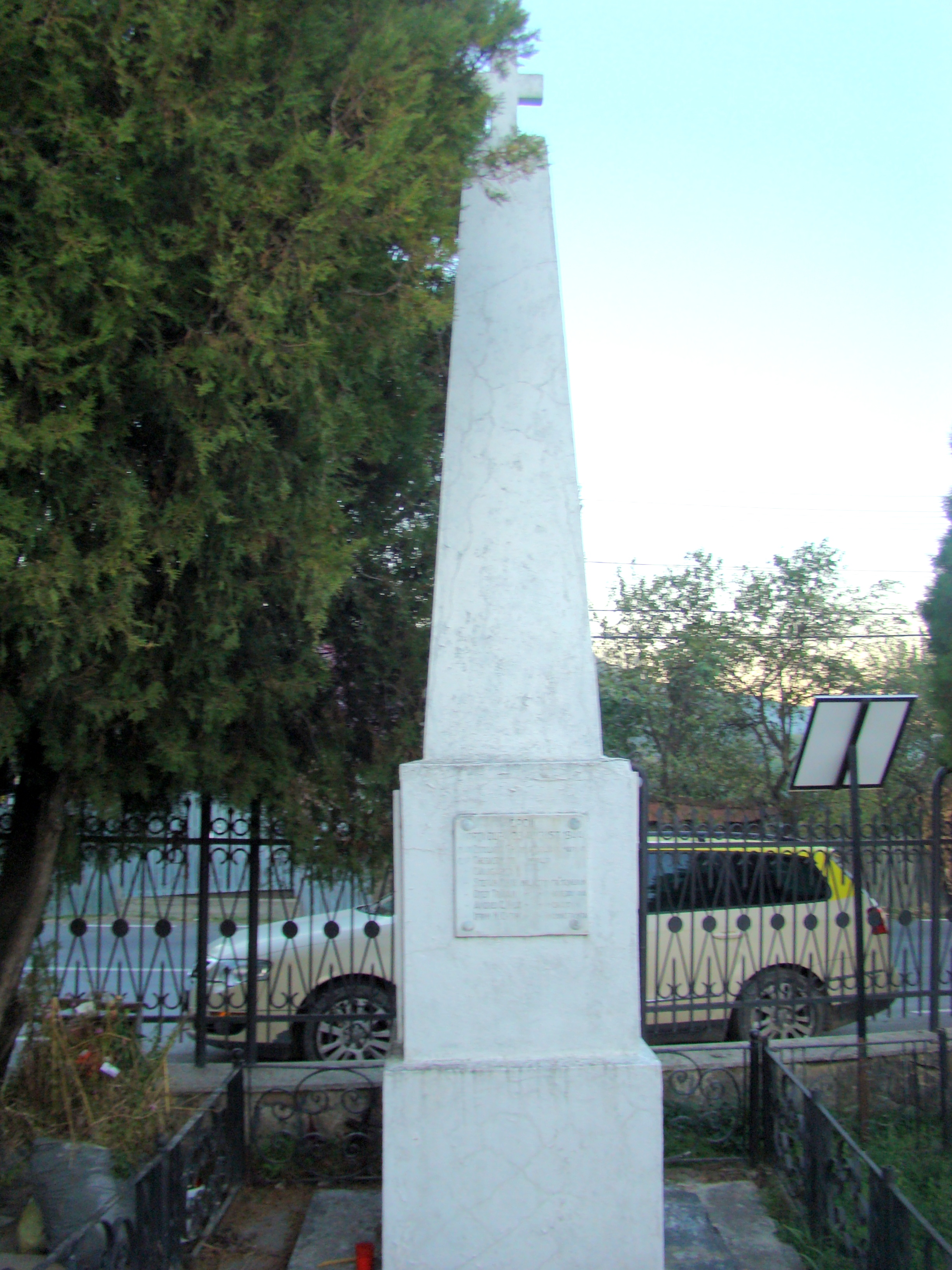
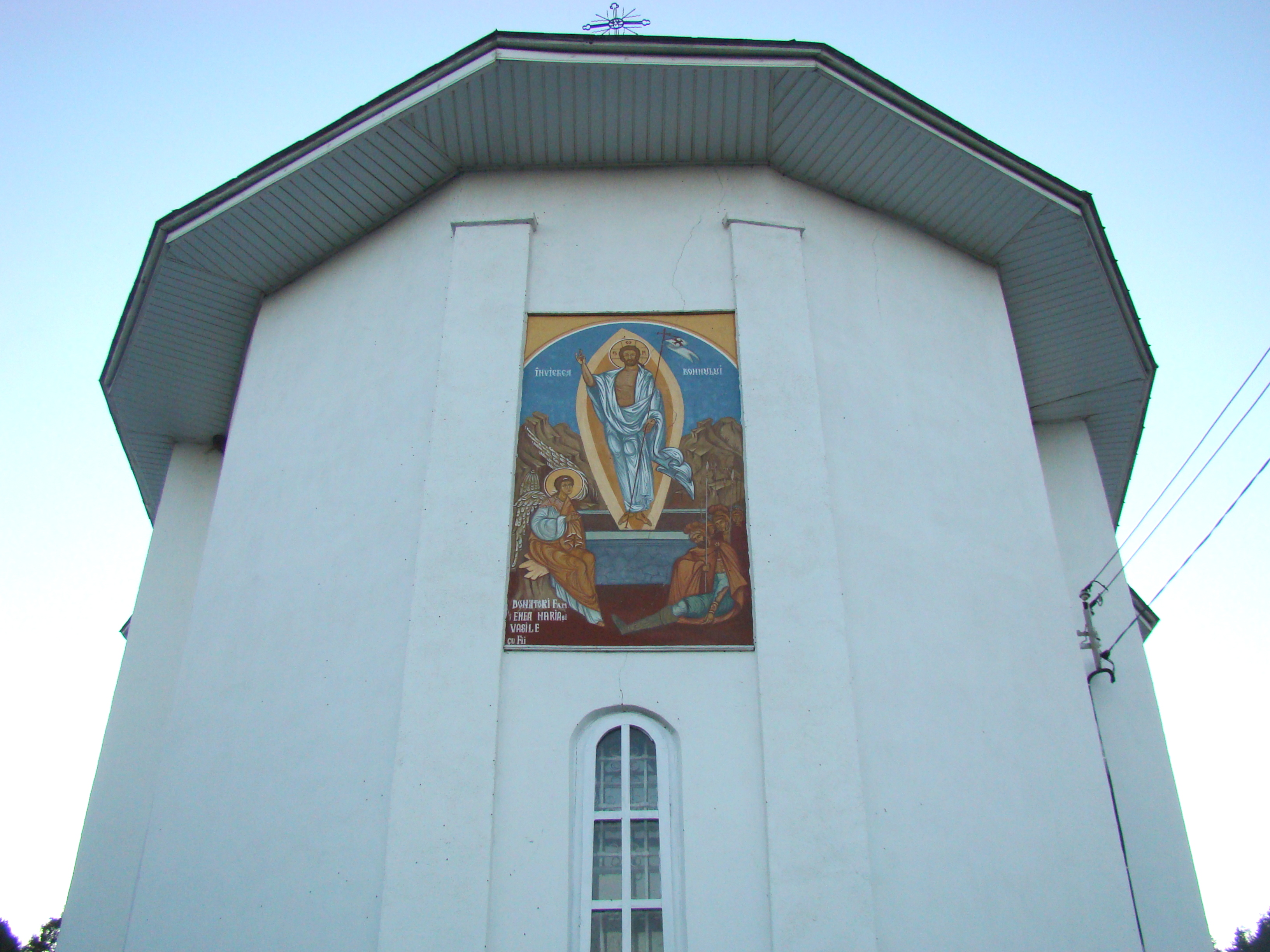
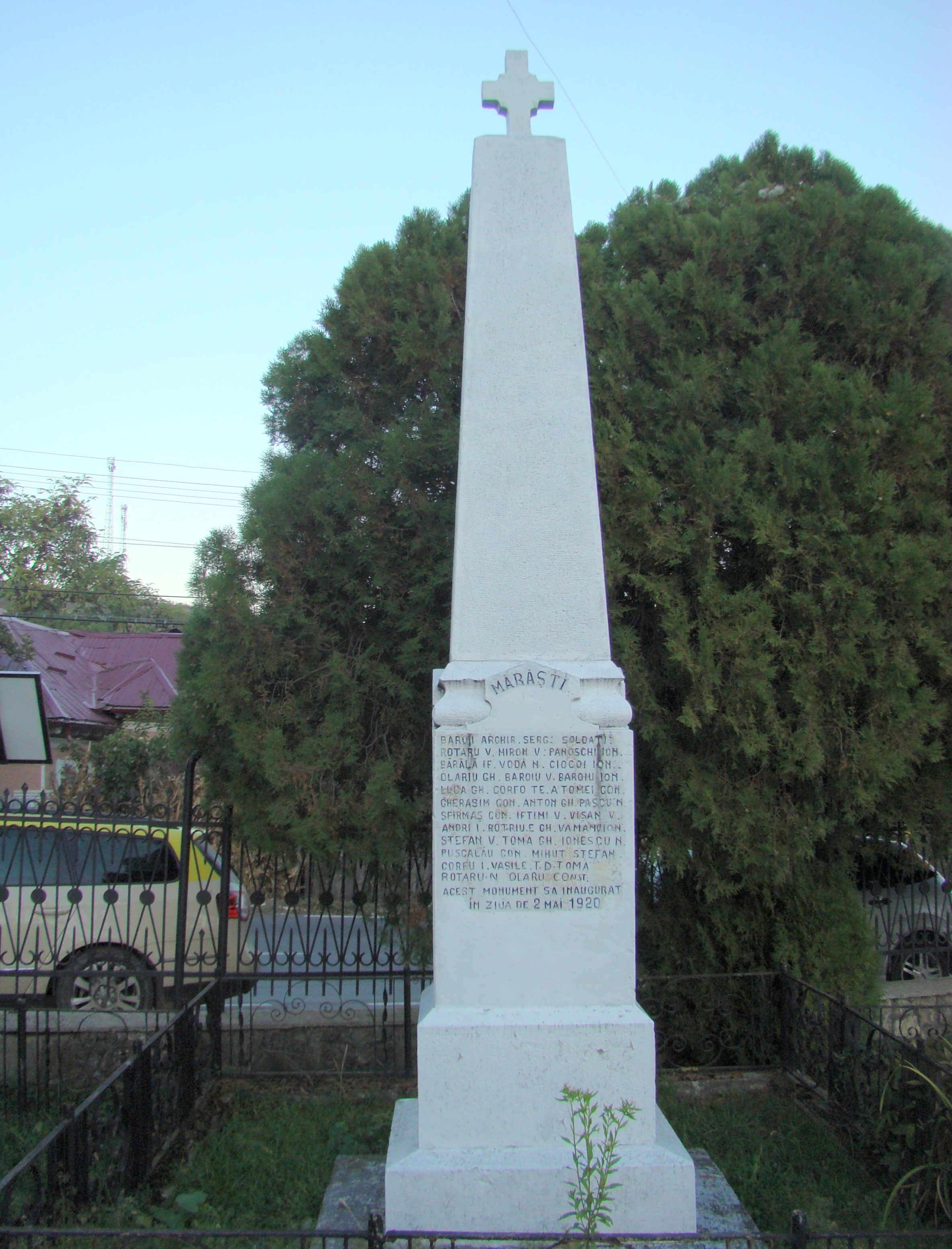
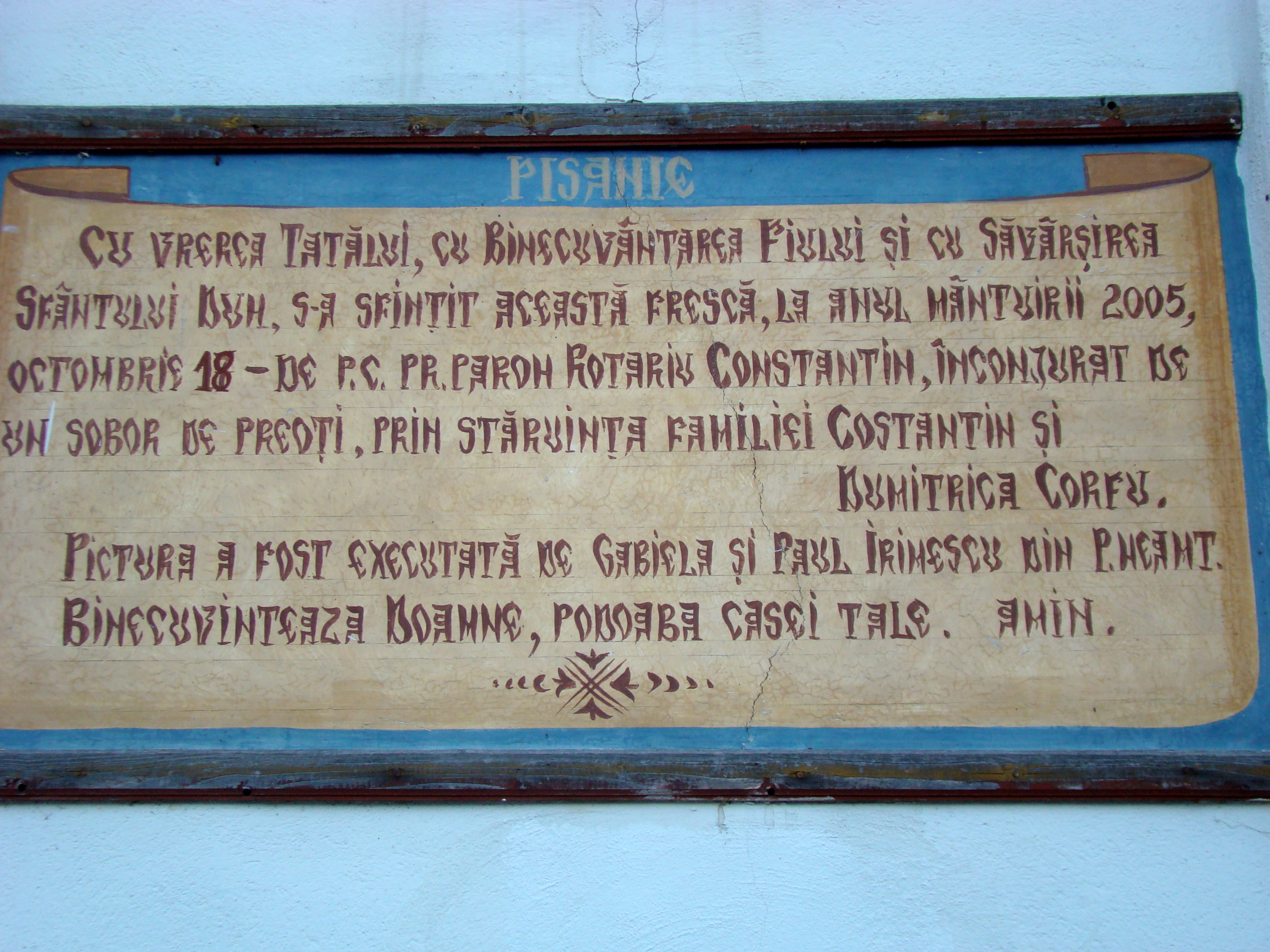
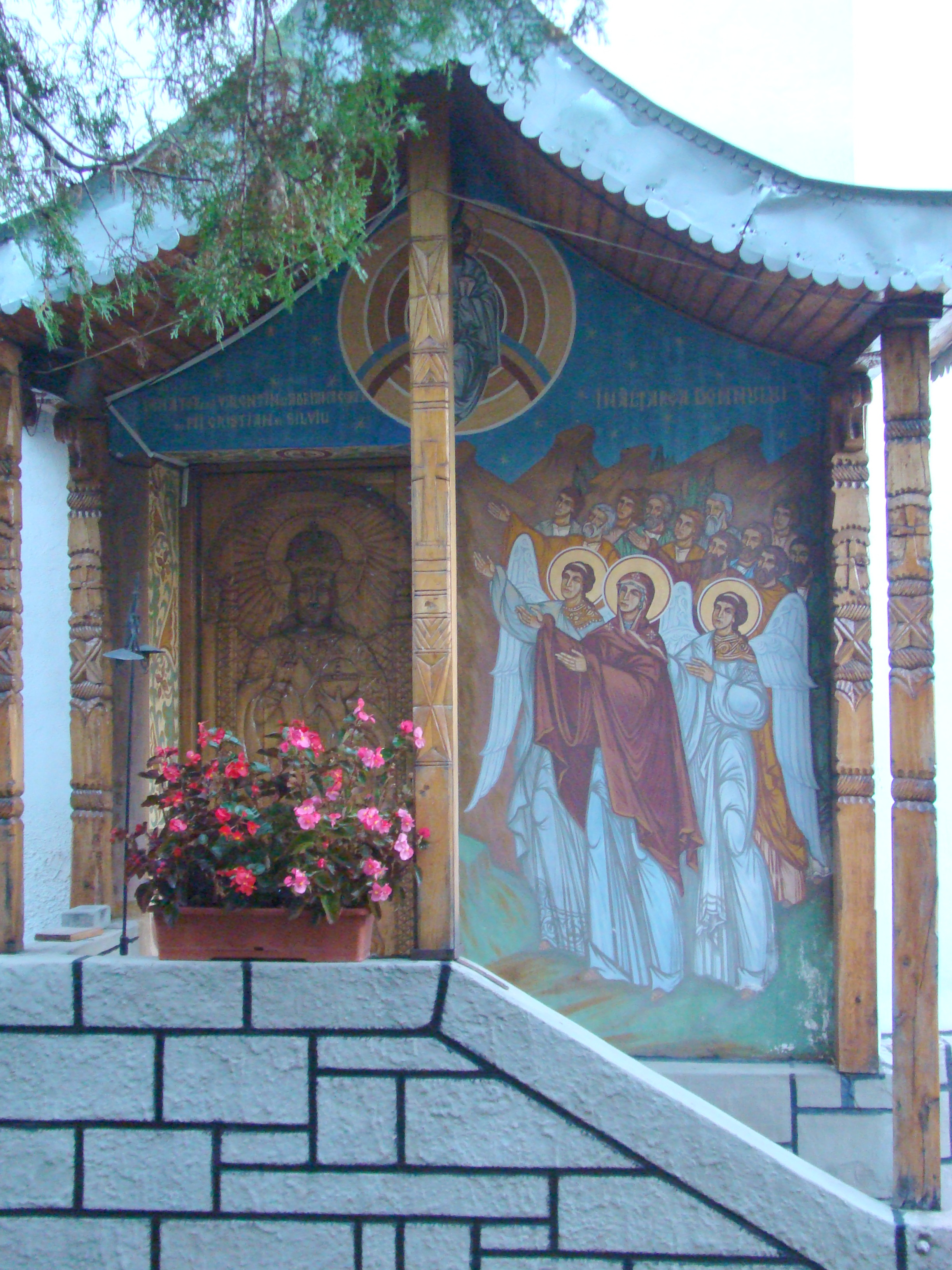
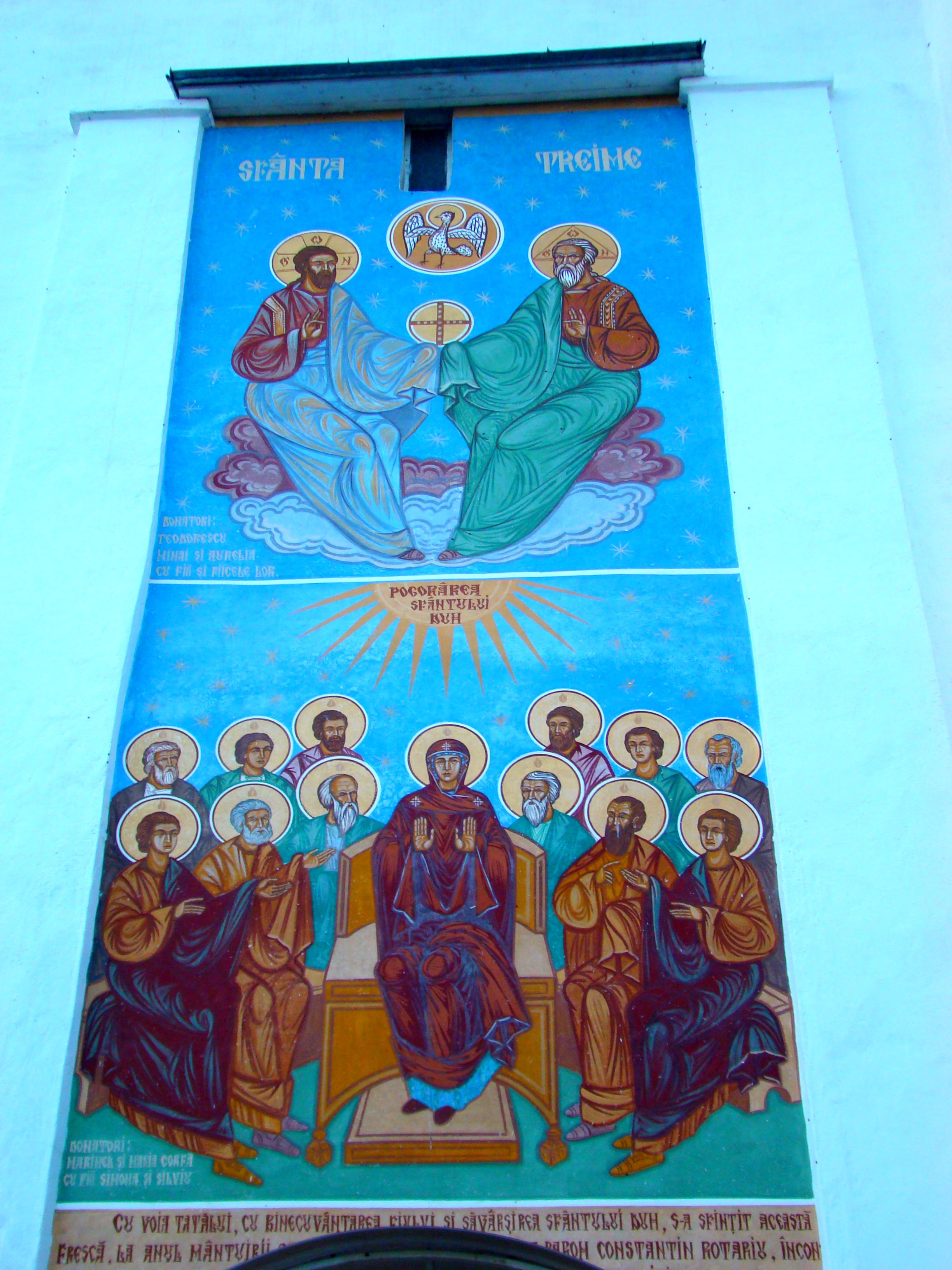
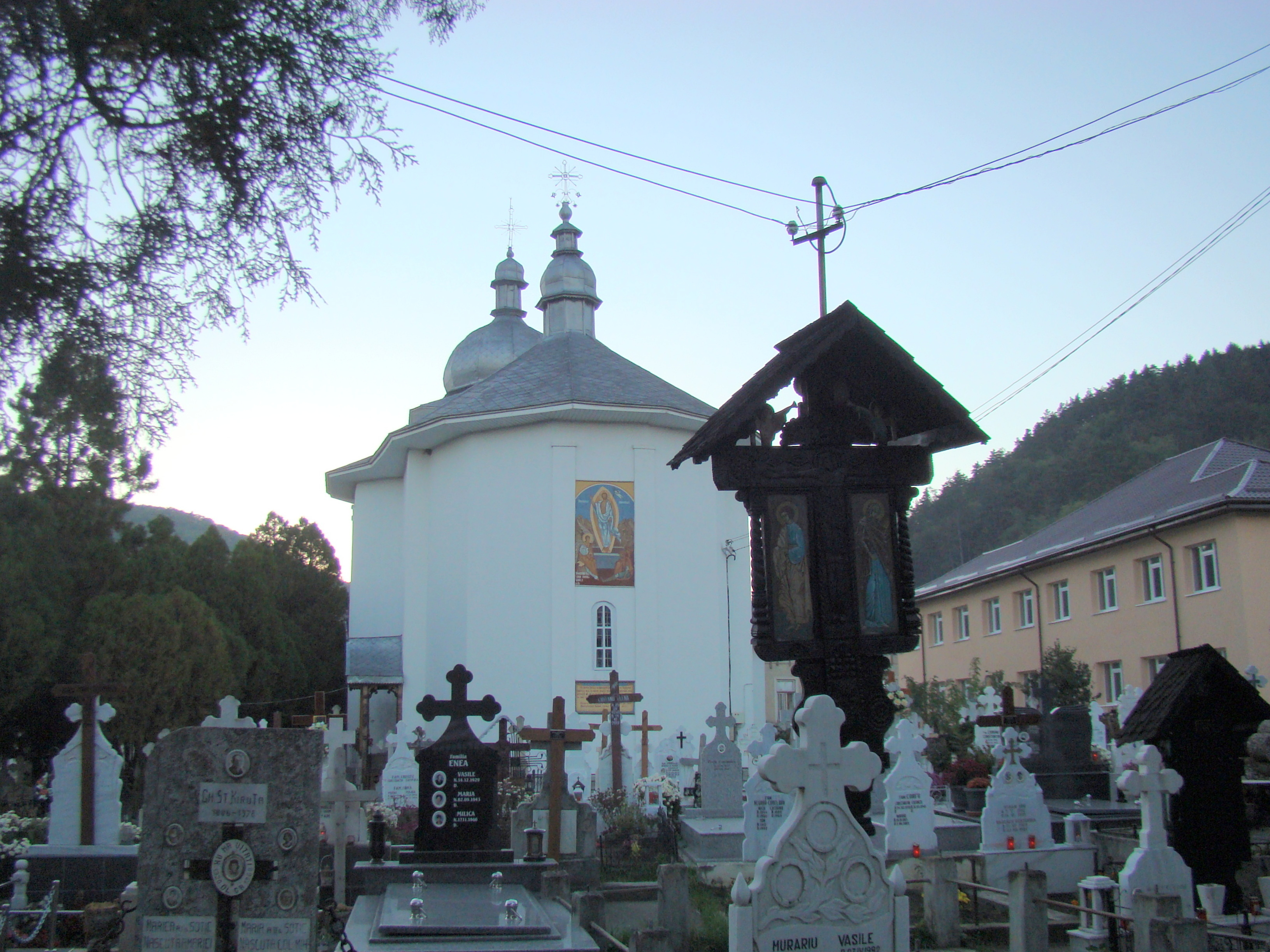
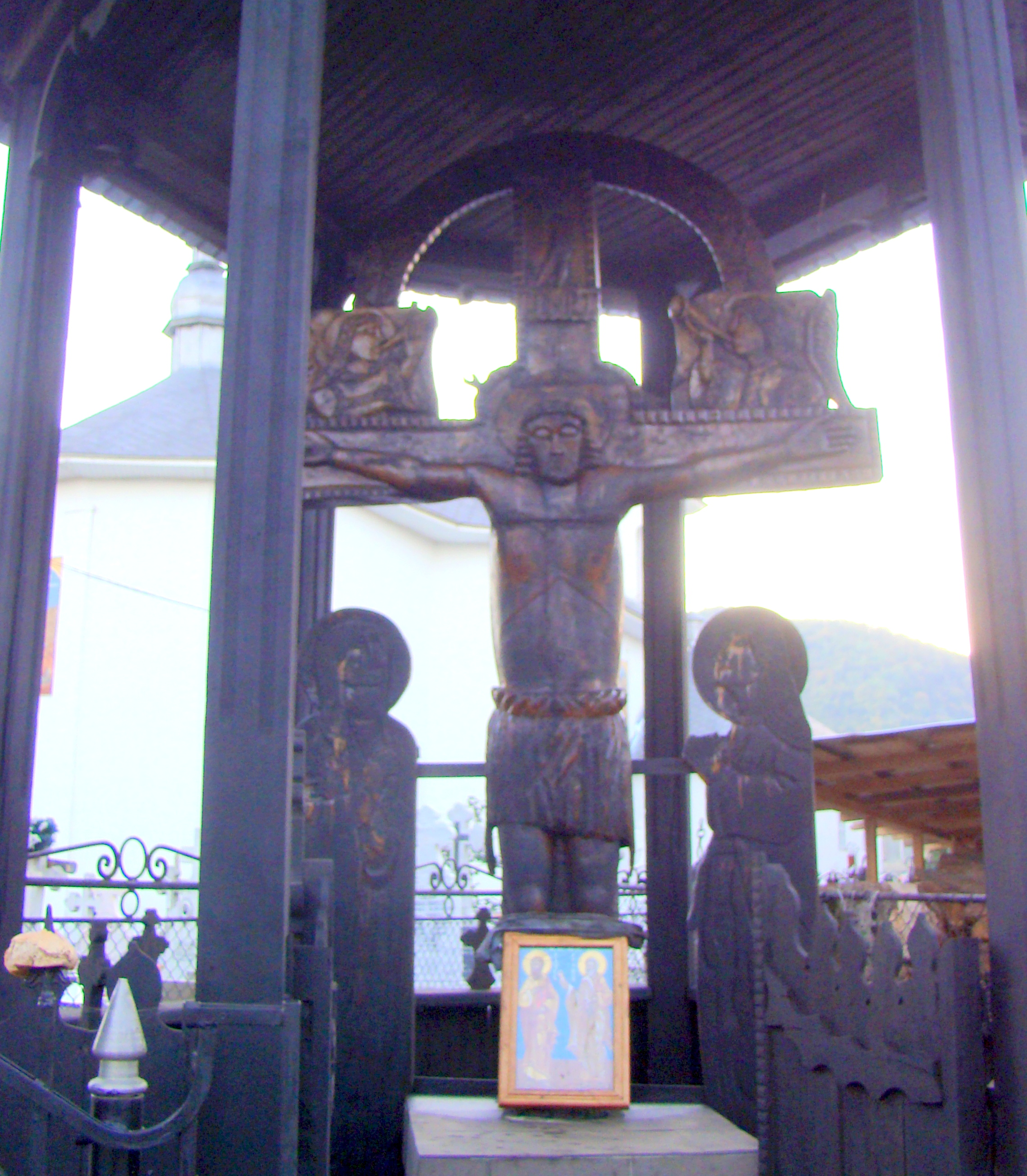
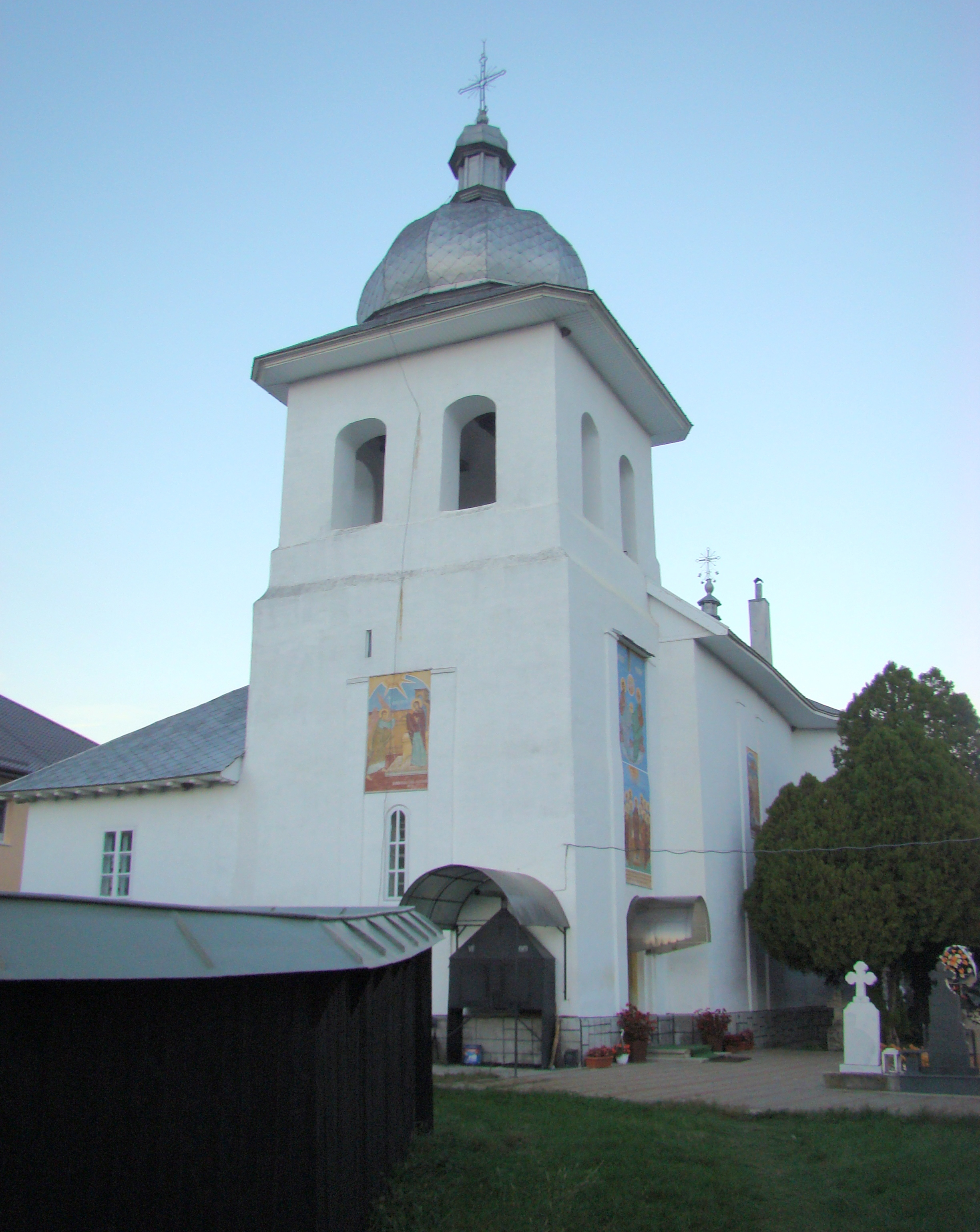
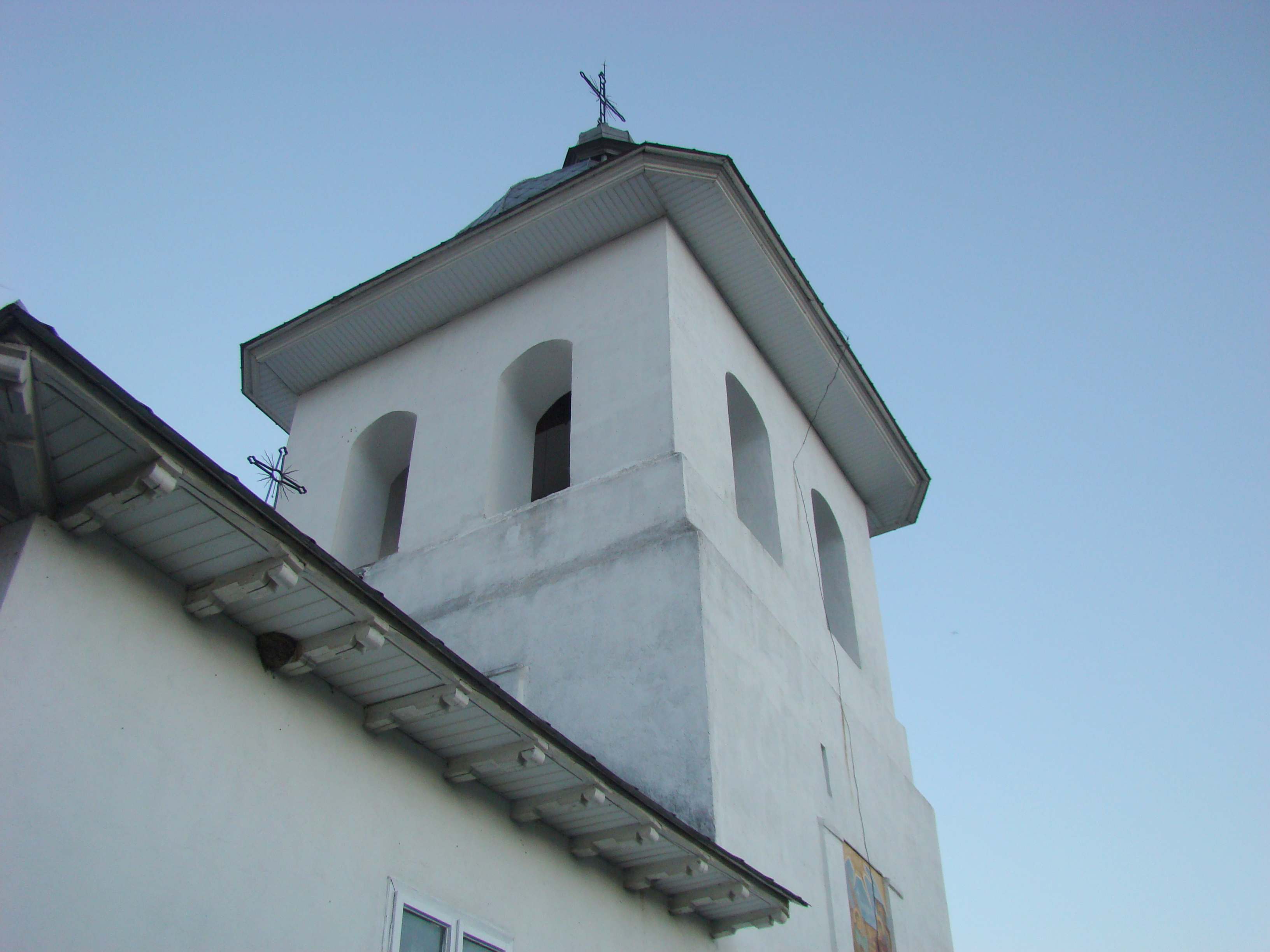
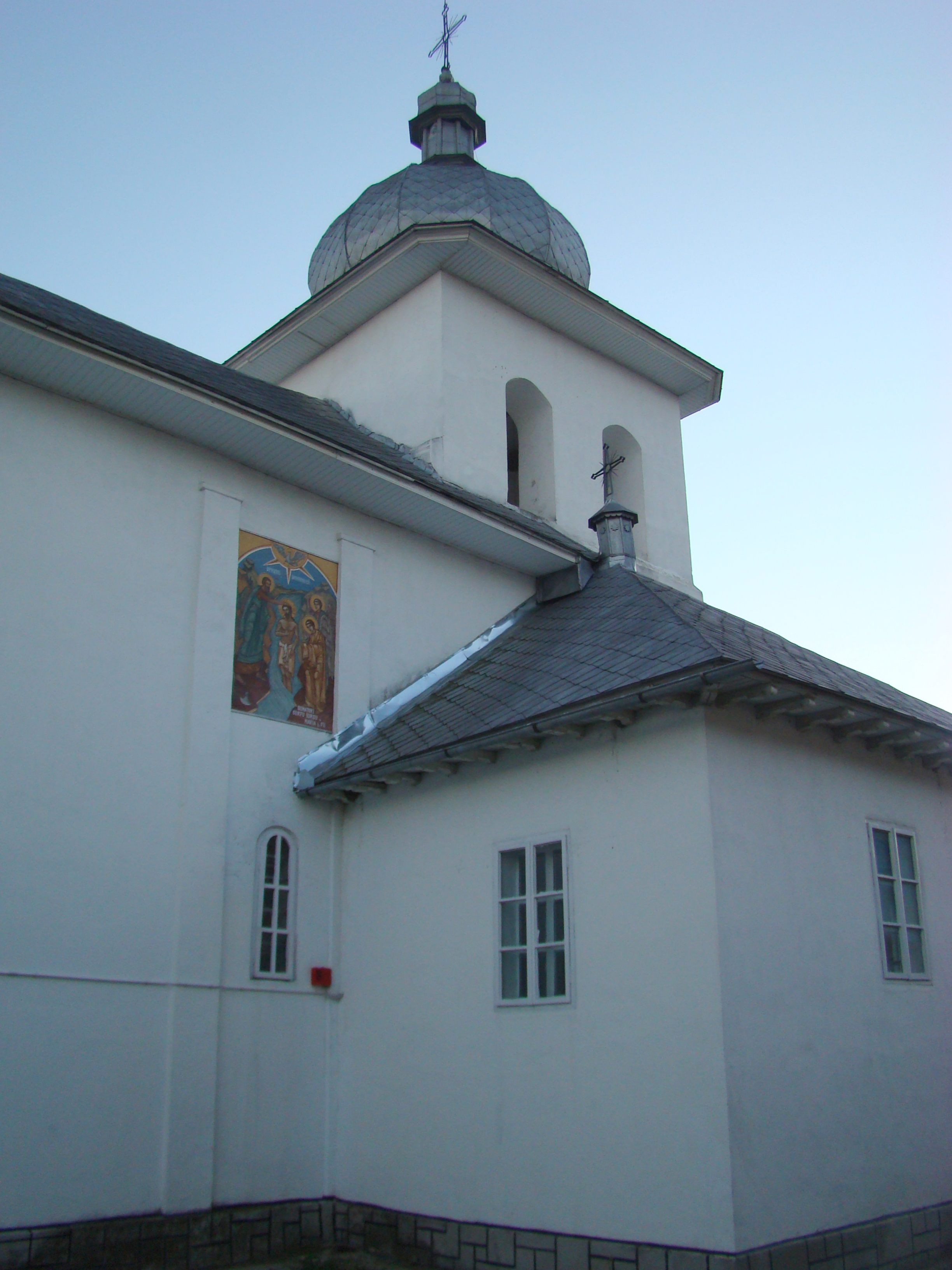
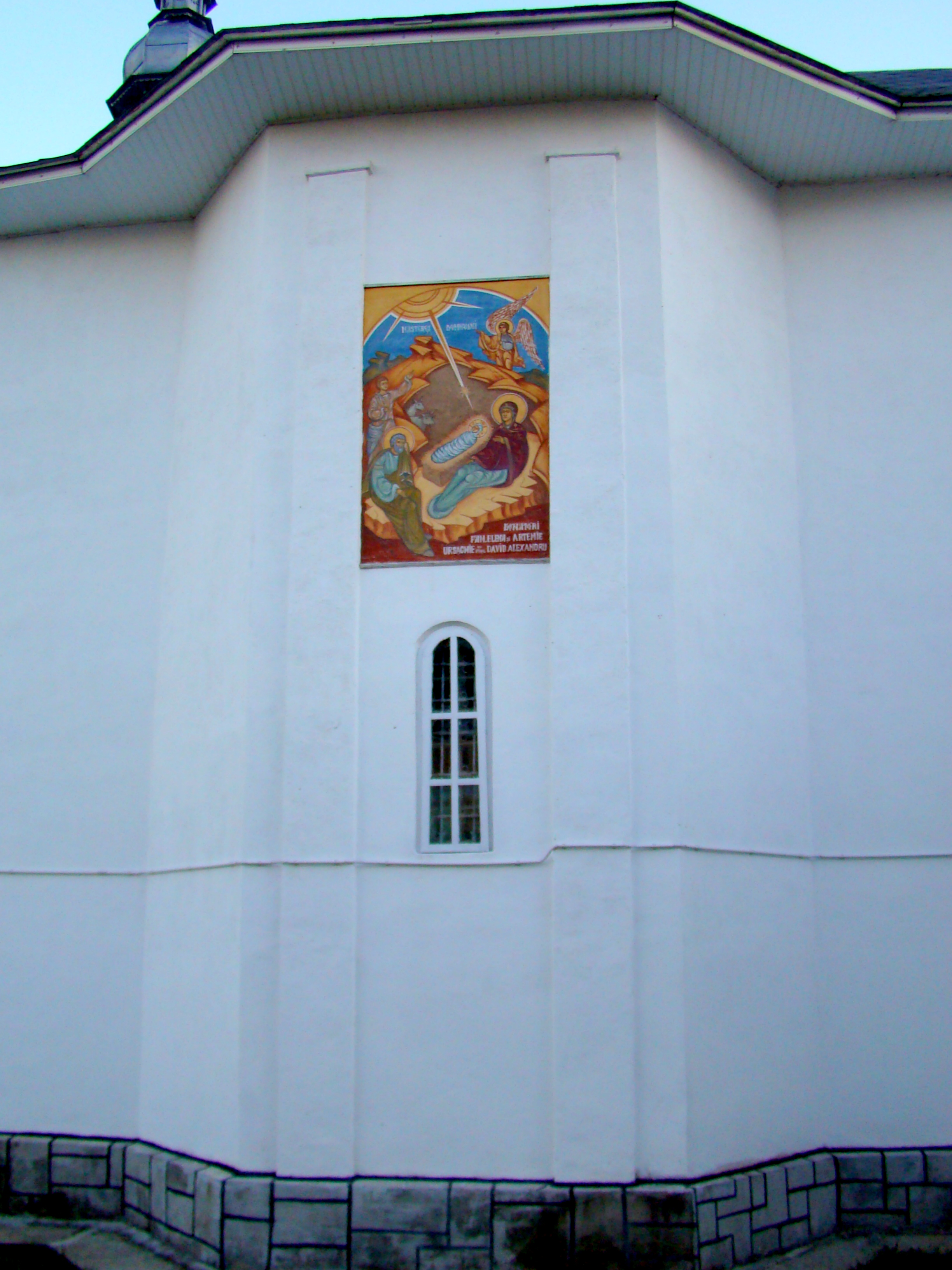
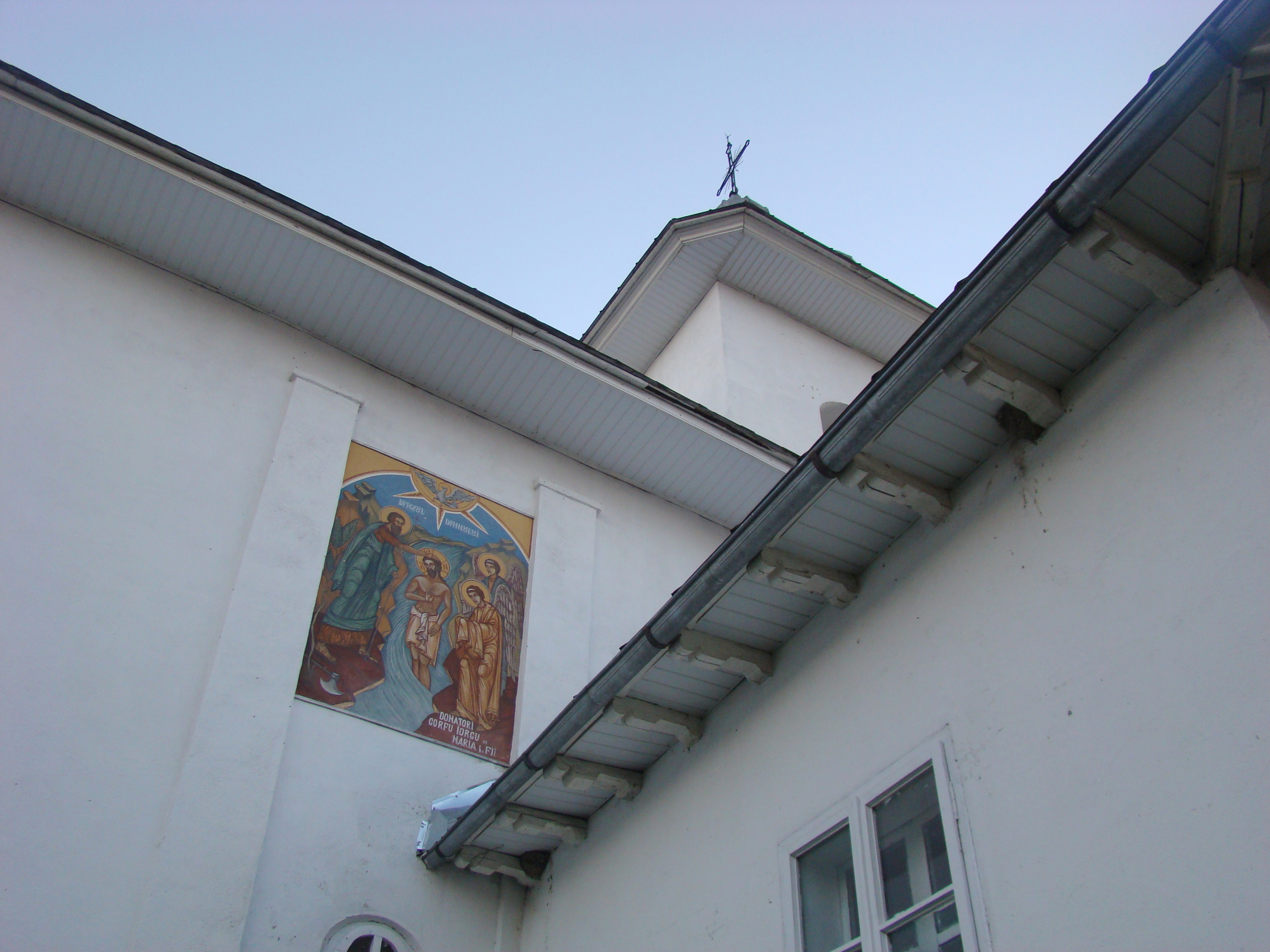
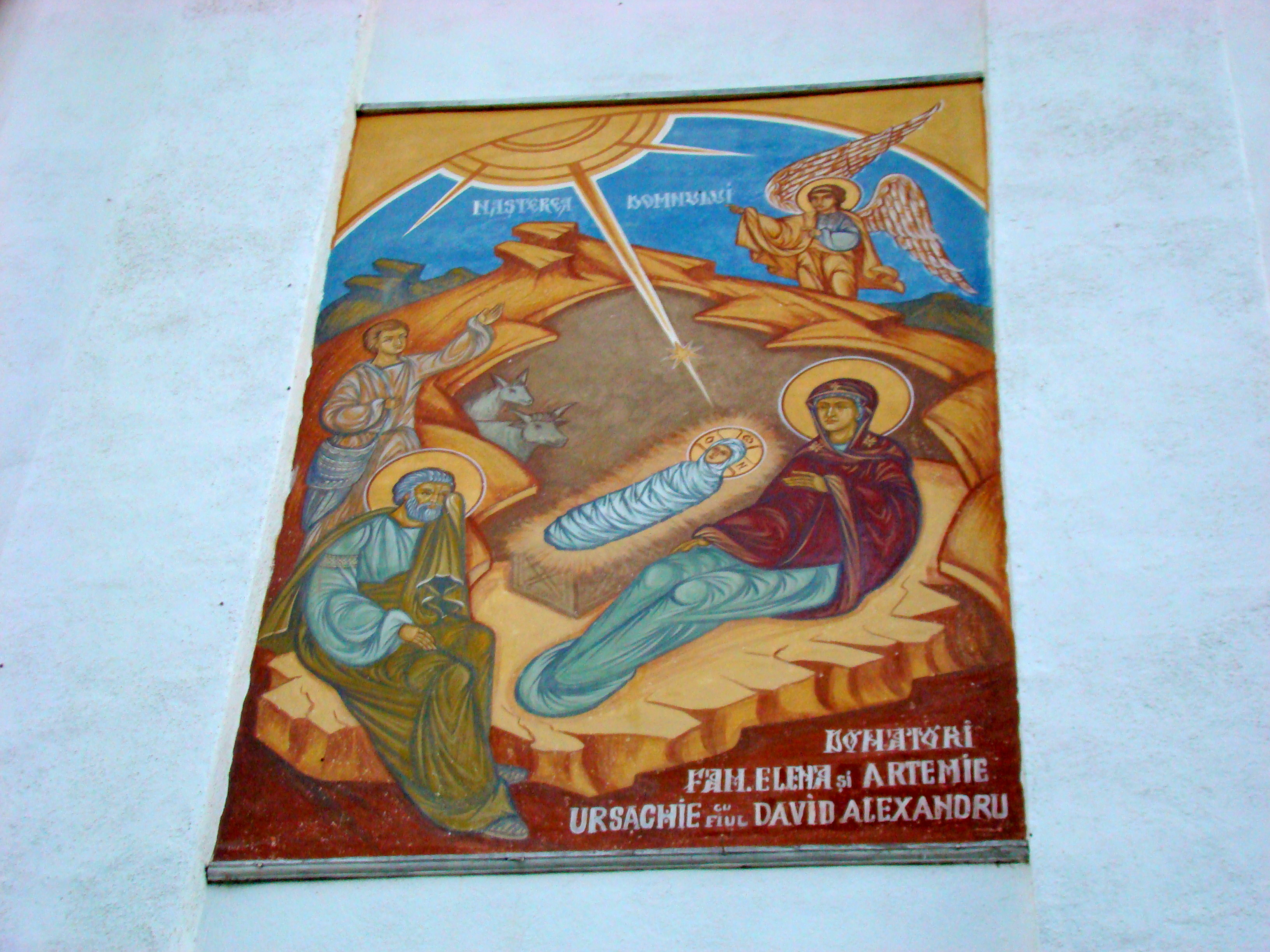
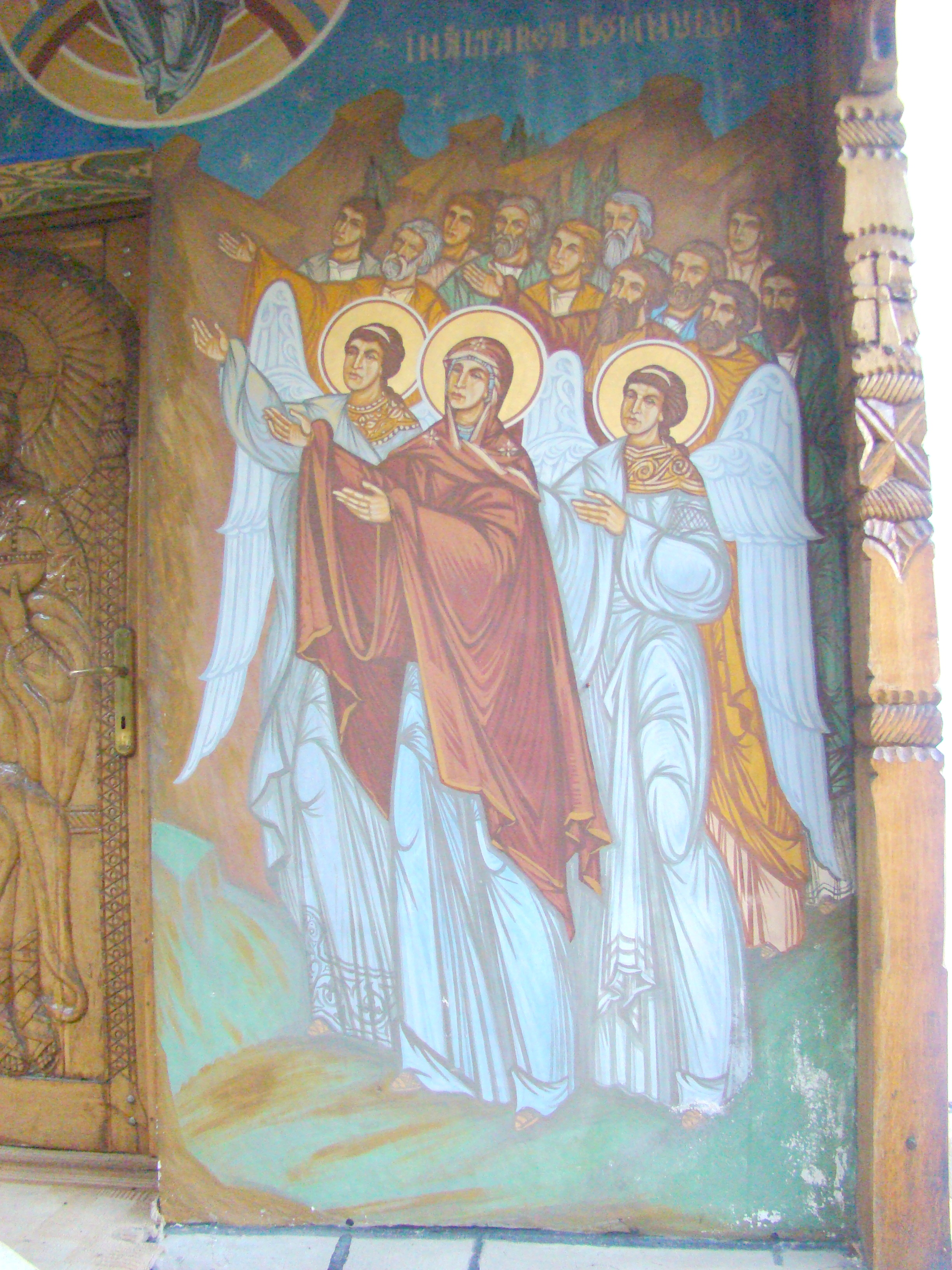
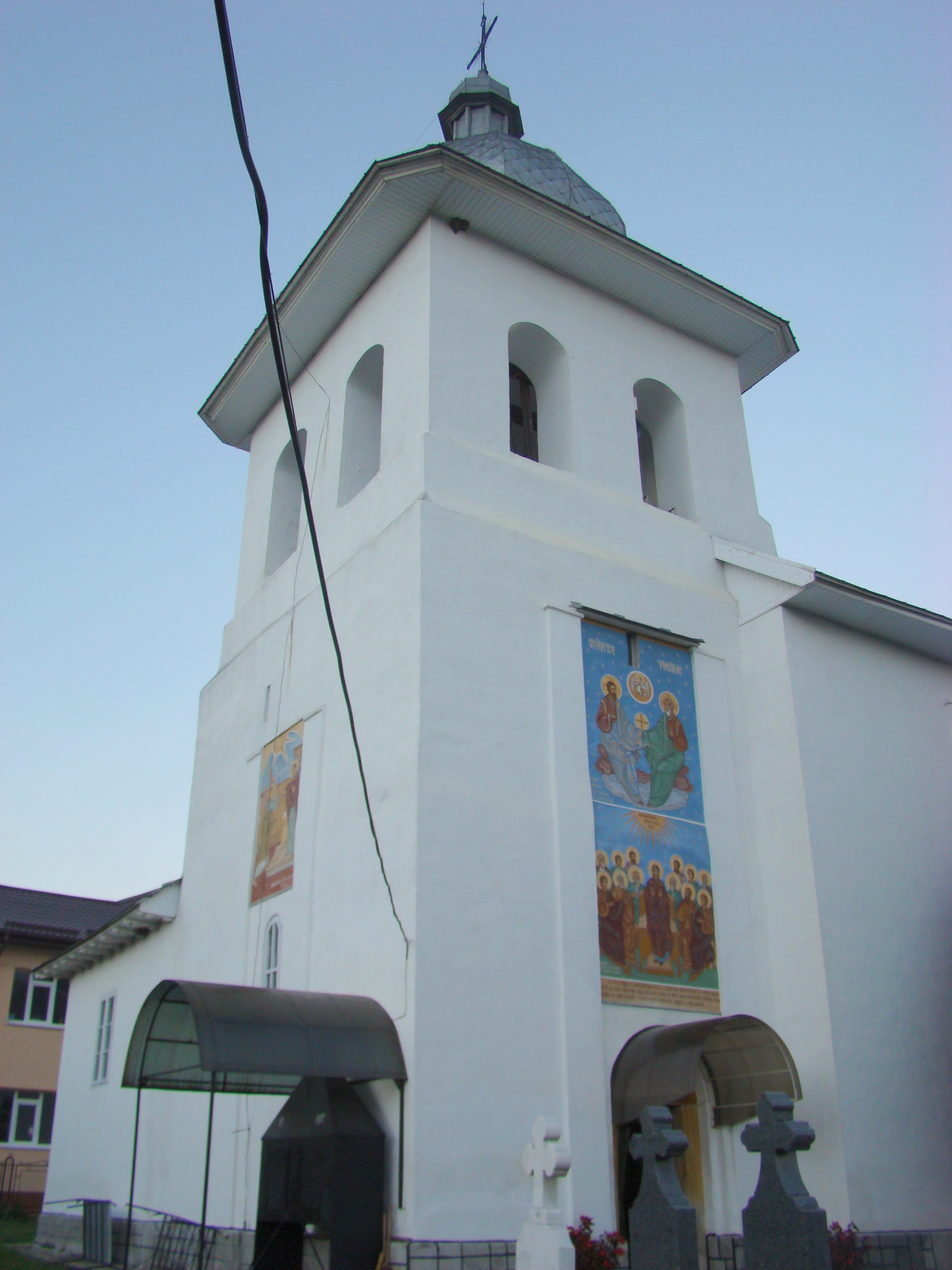
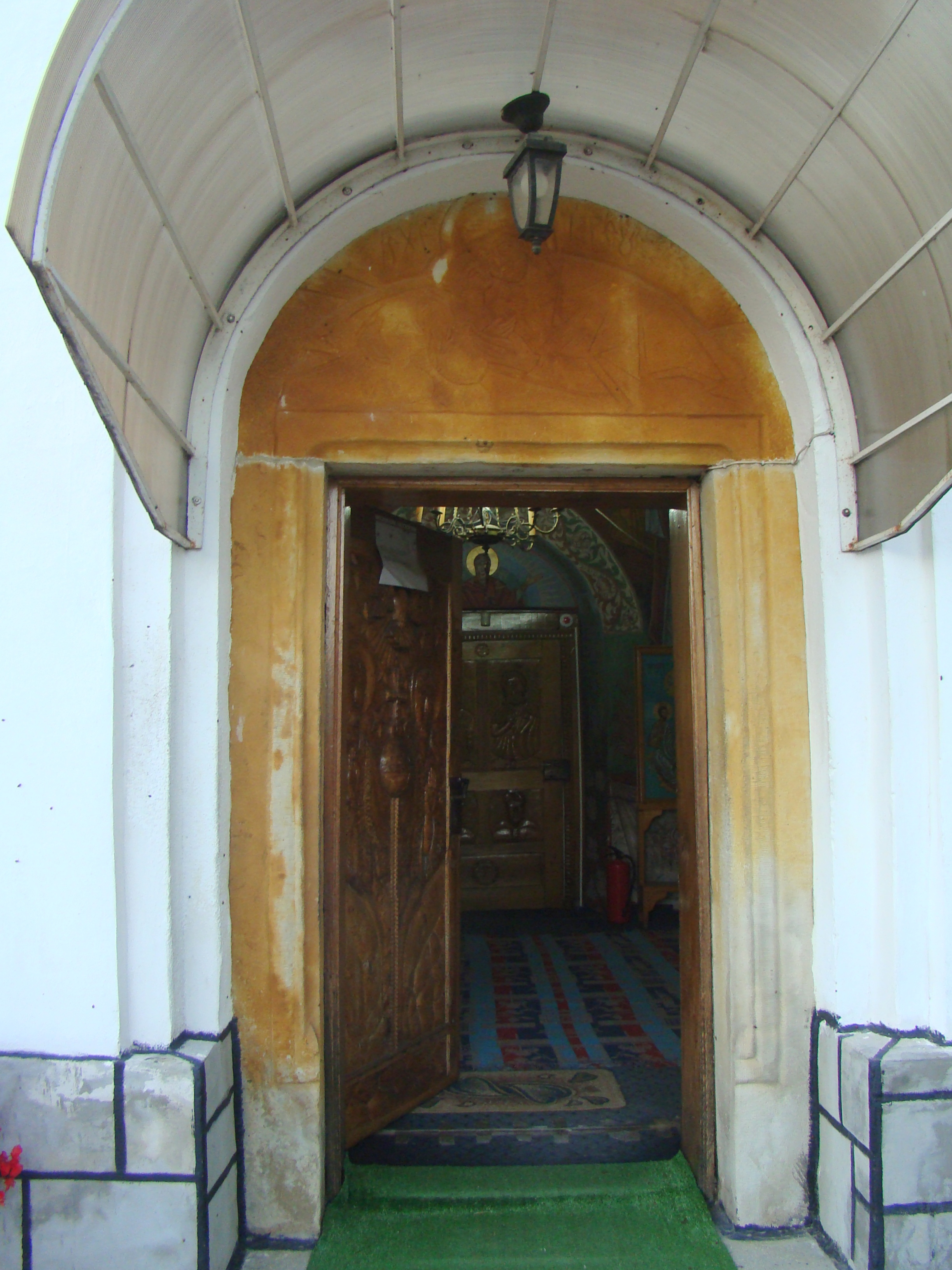
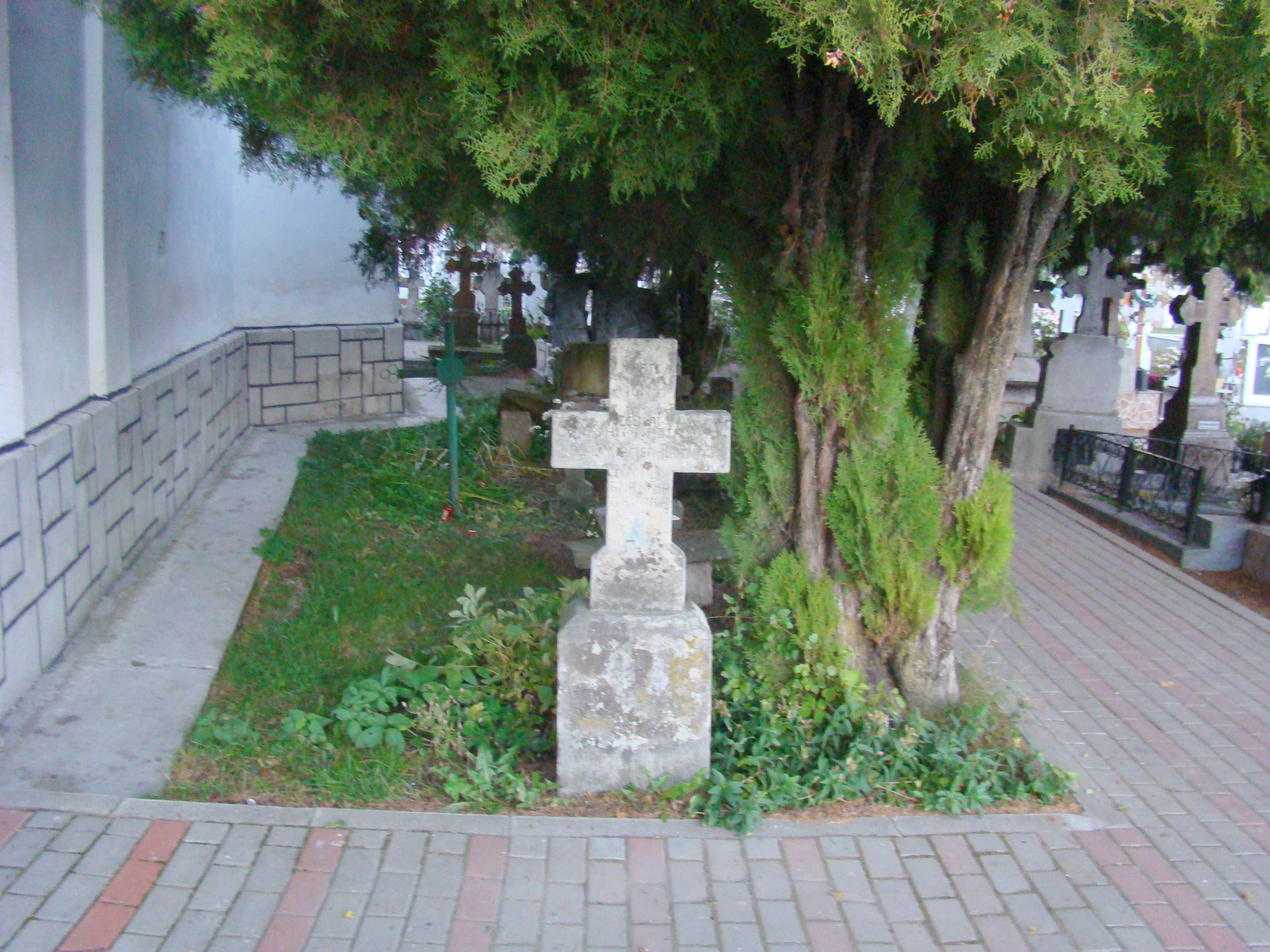
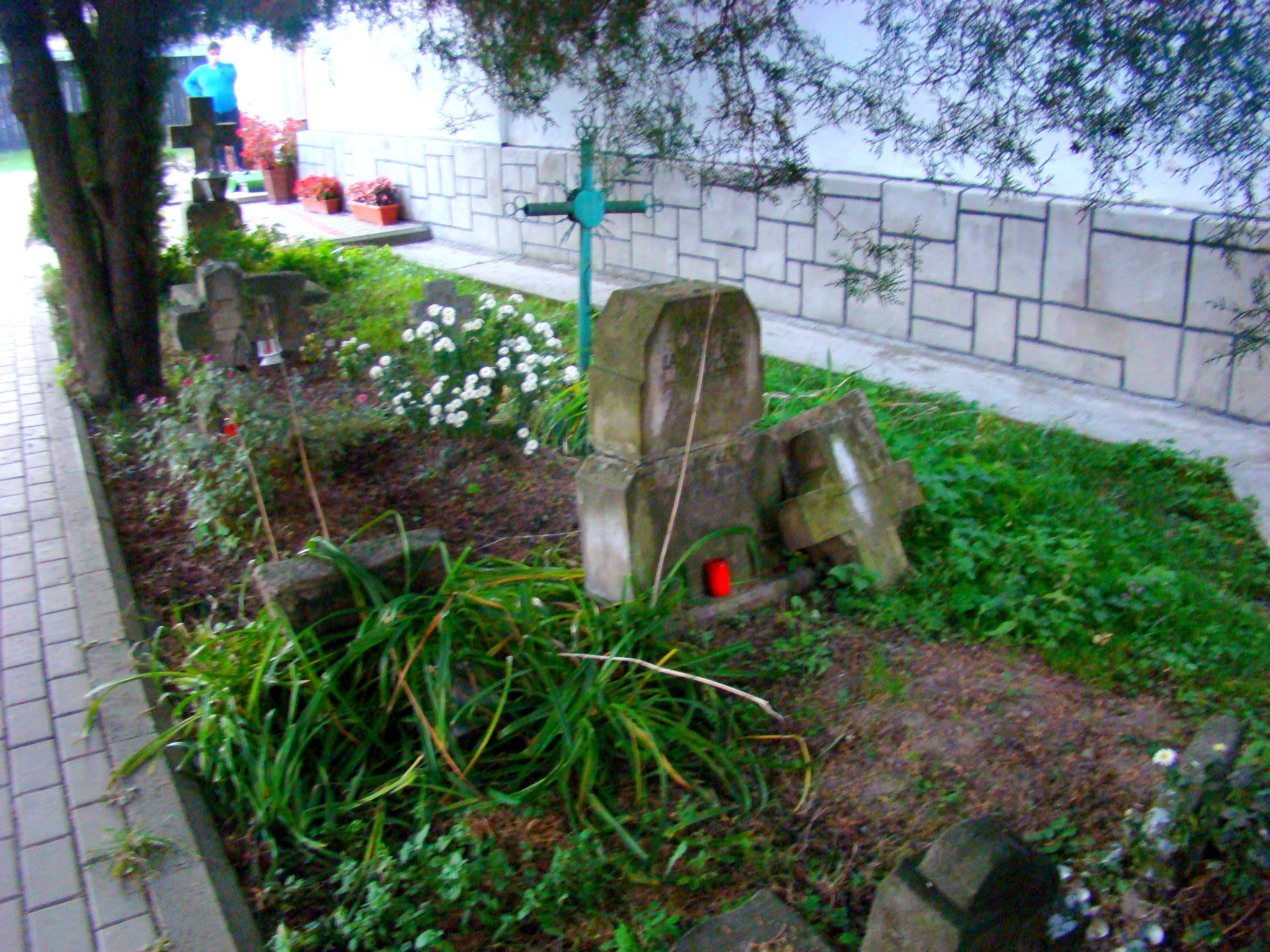
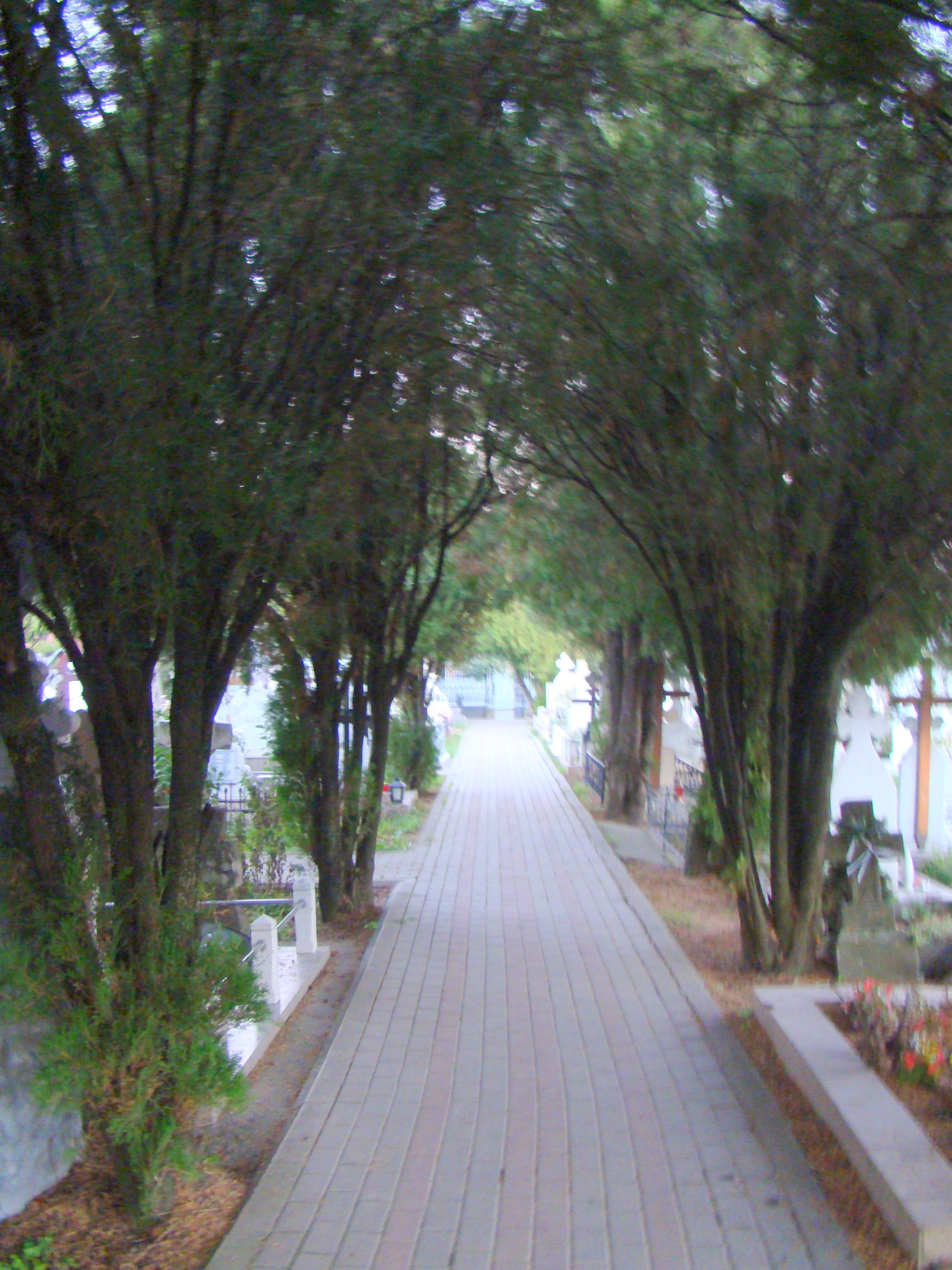
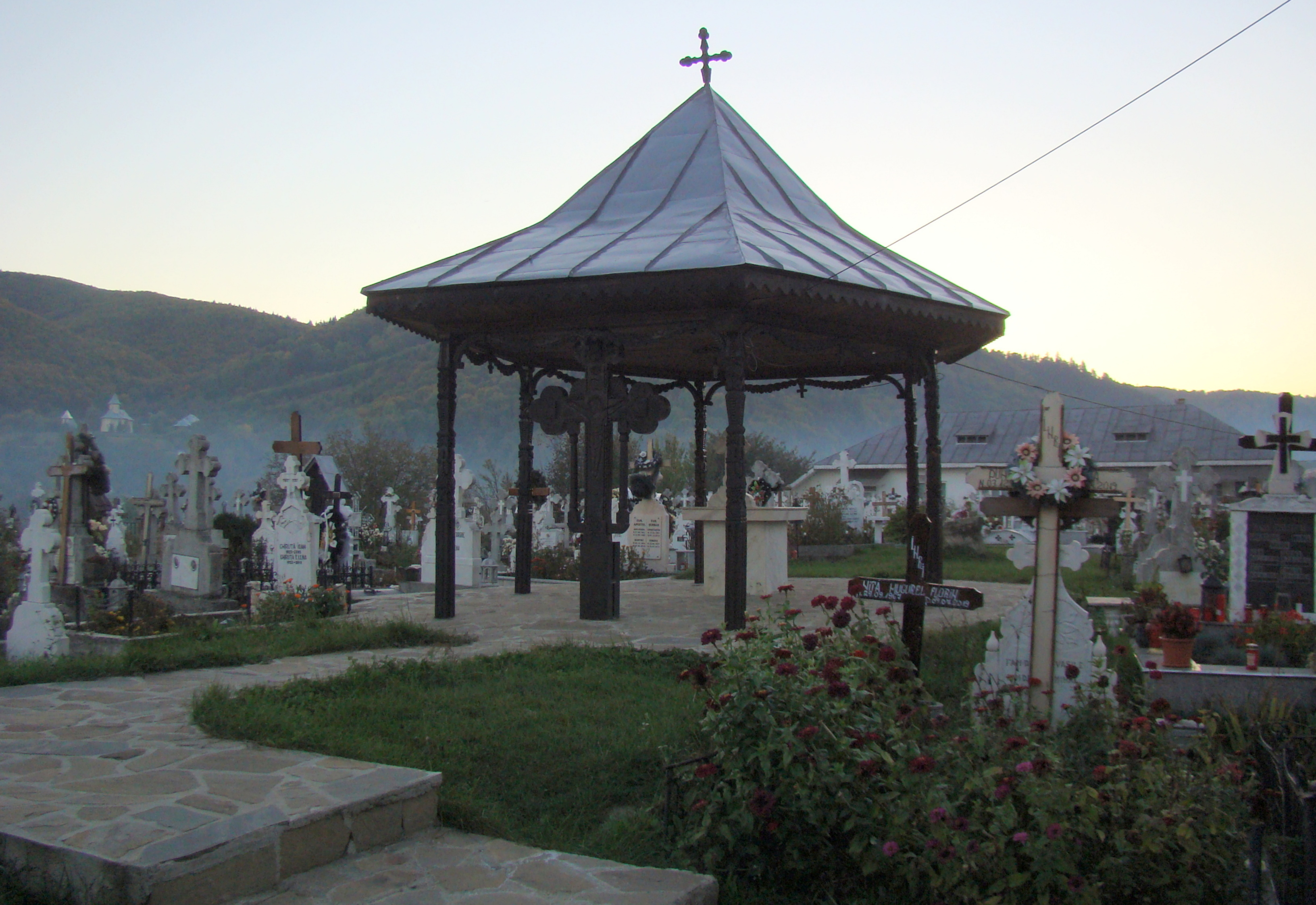
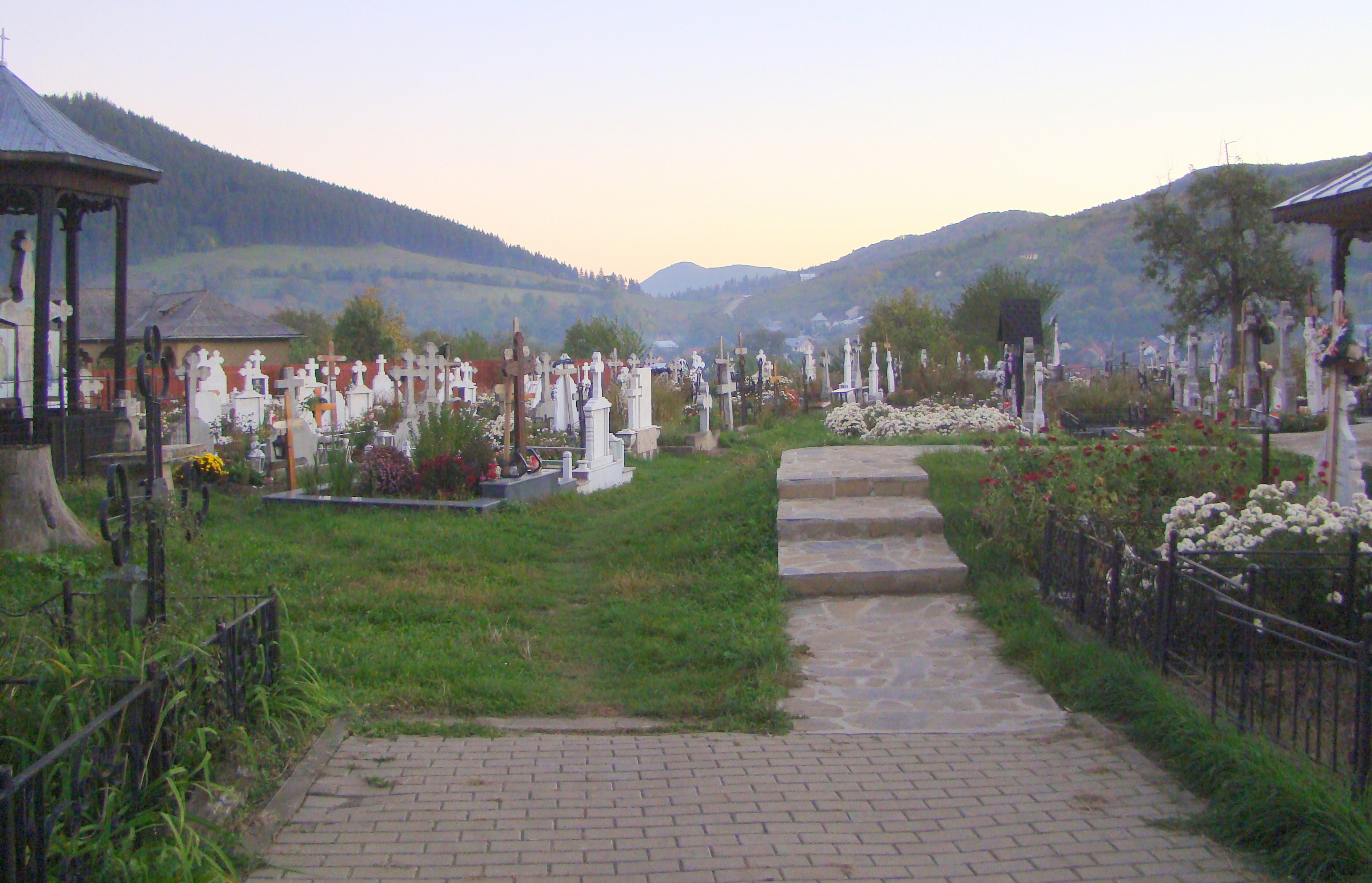
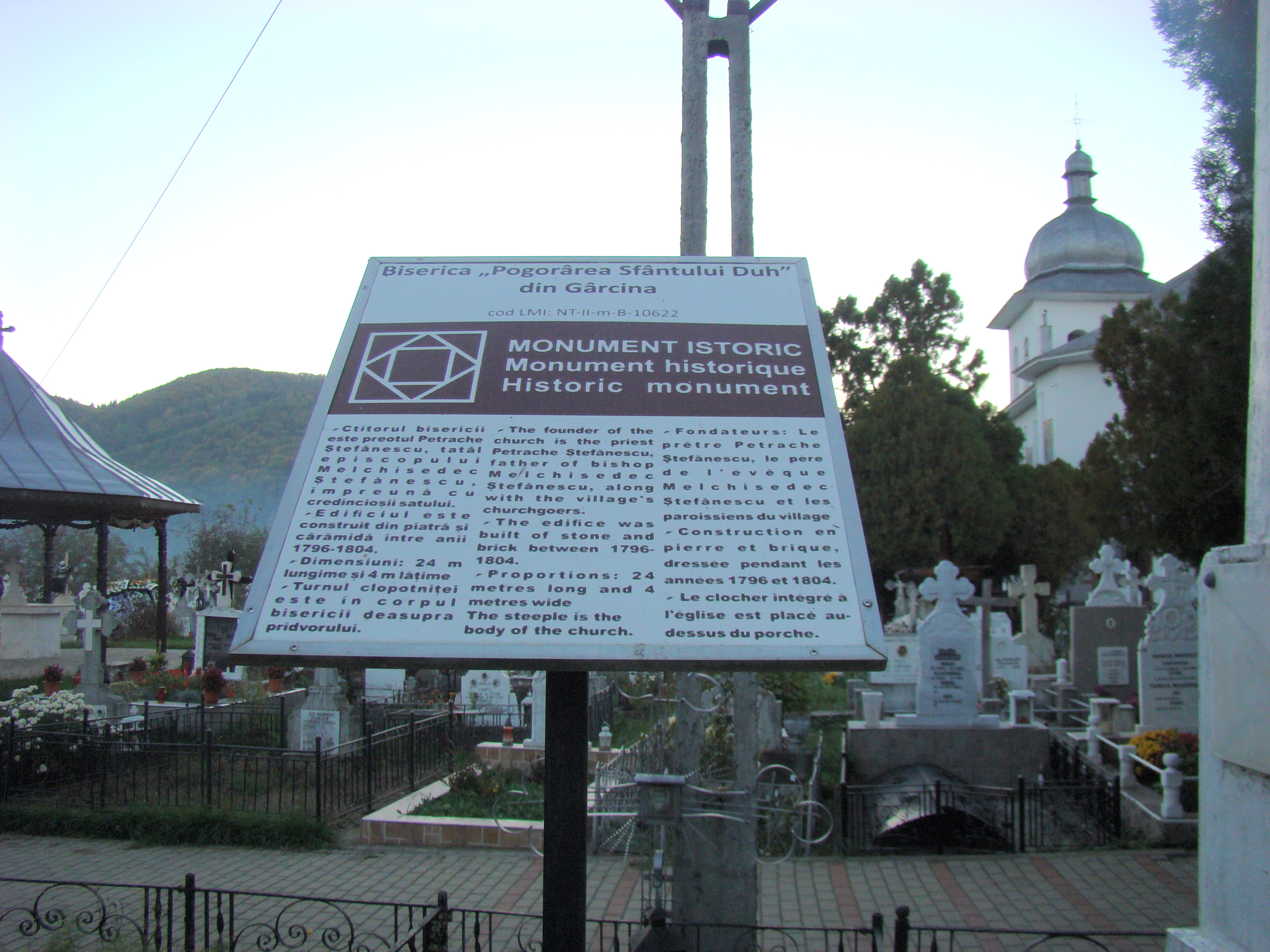
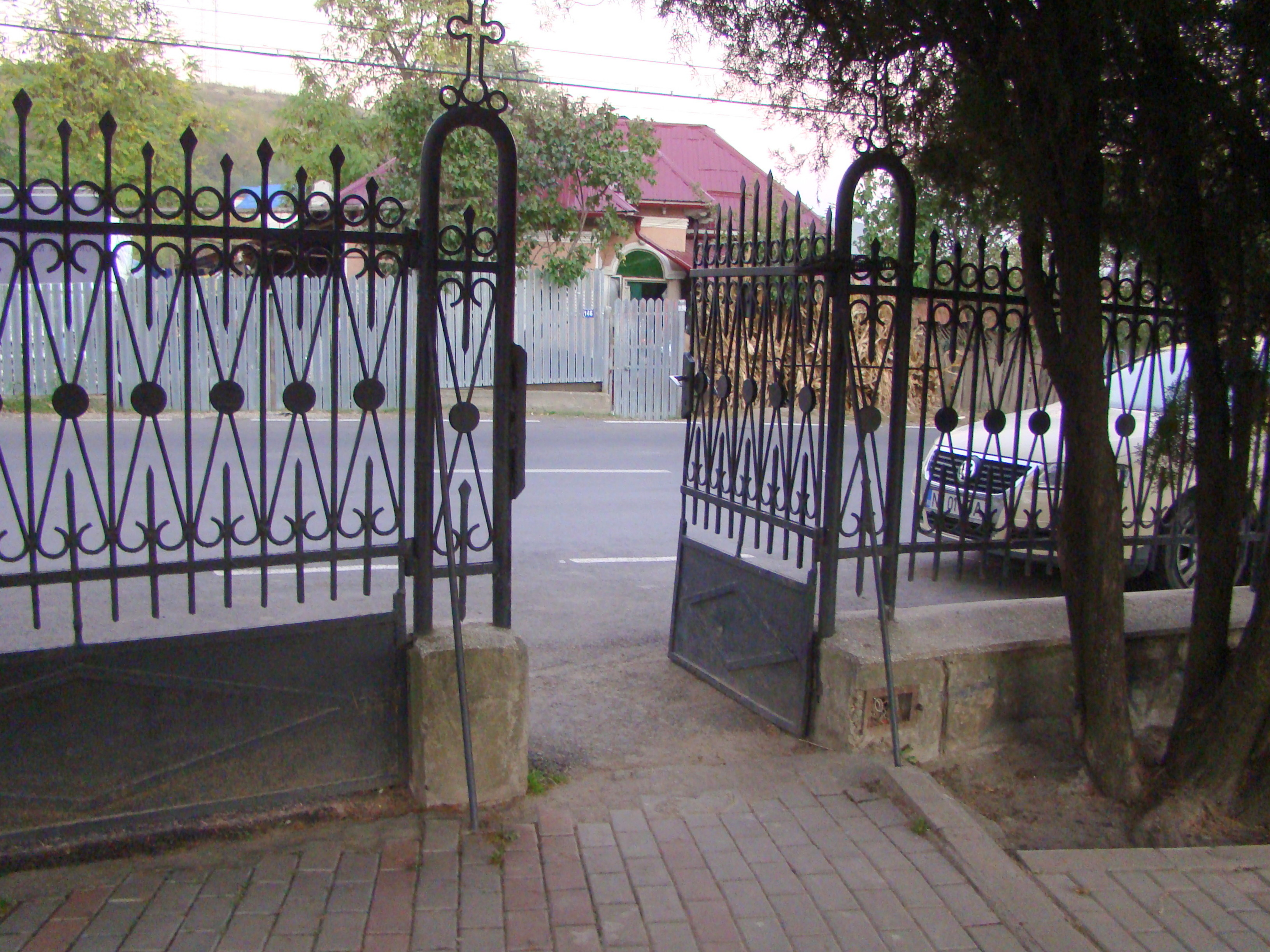

## Vezi și
- Gârcina, Neamț
- Comuna Gârcina, Neamț

## Imagini din interior

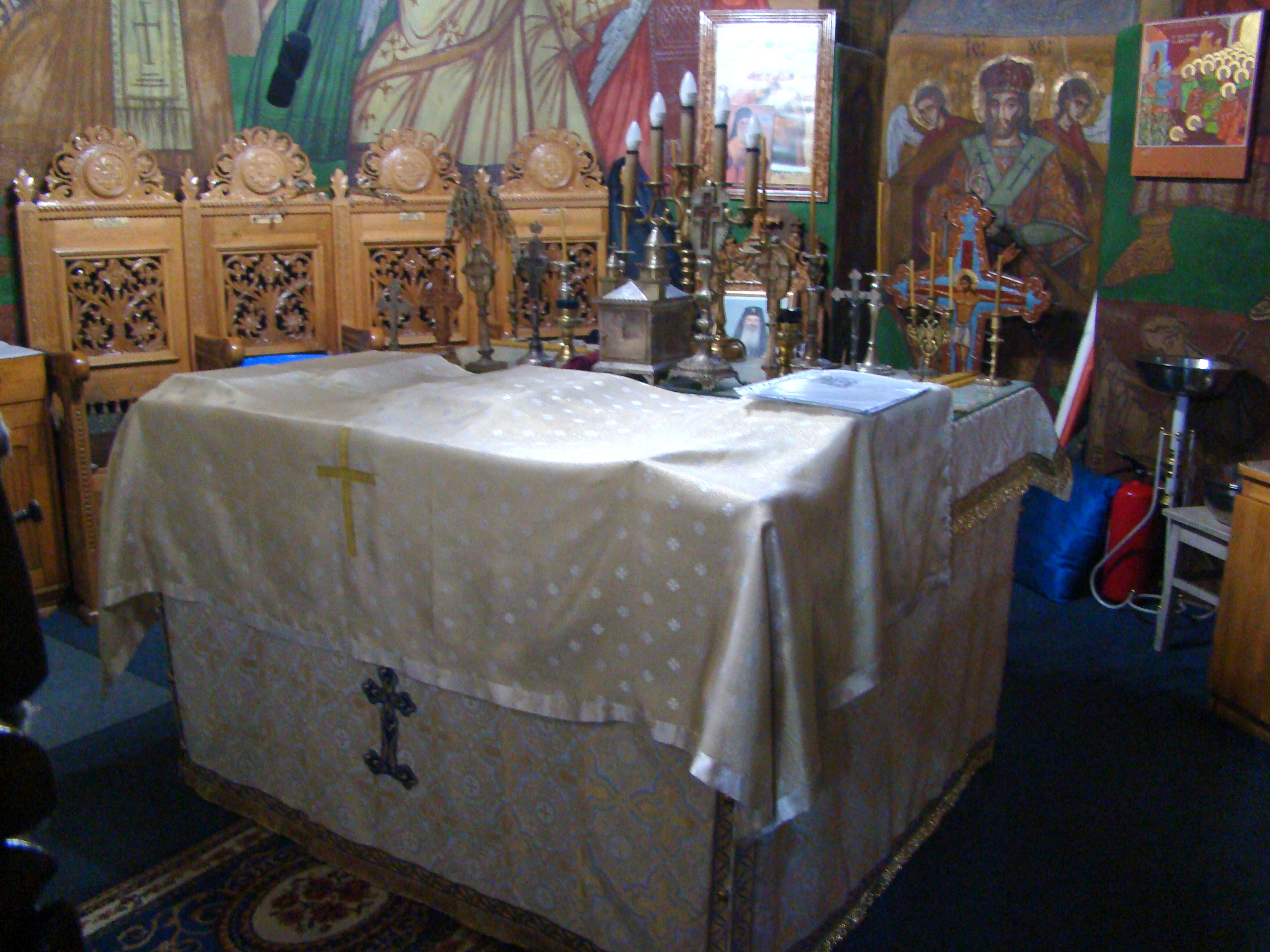
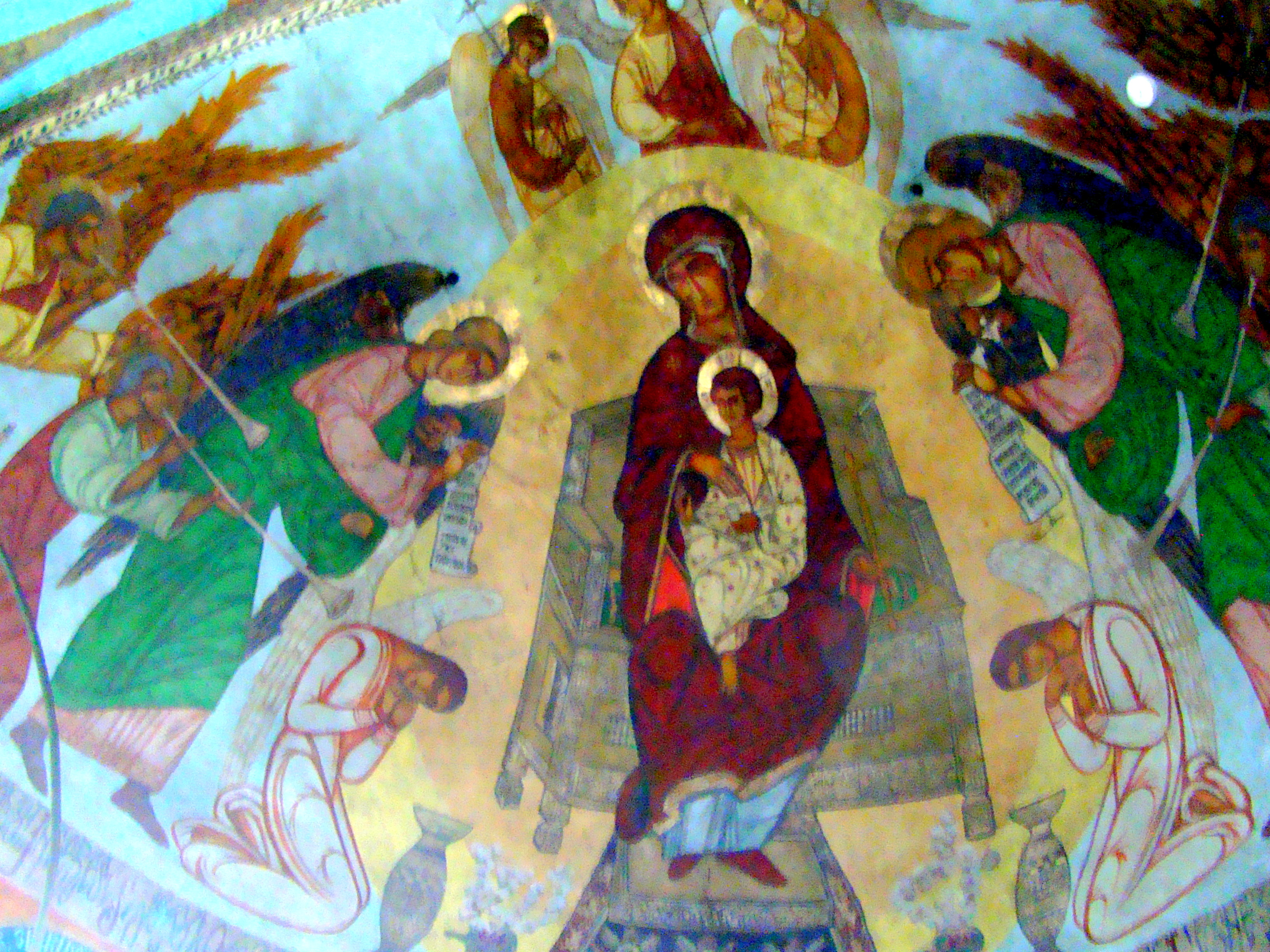
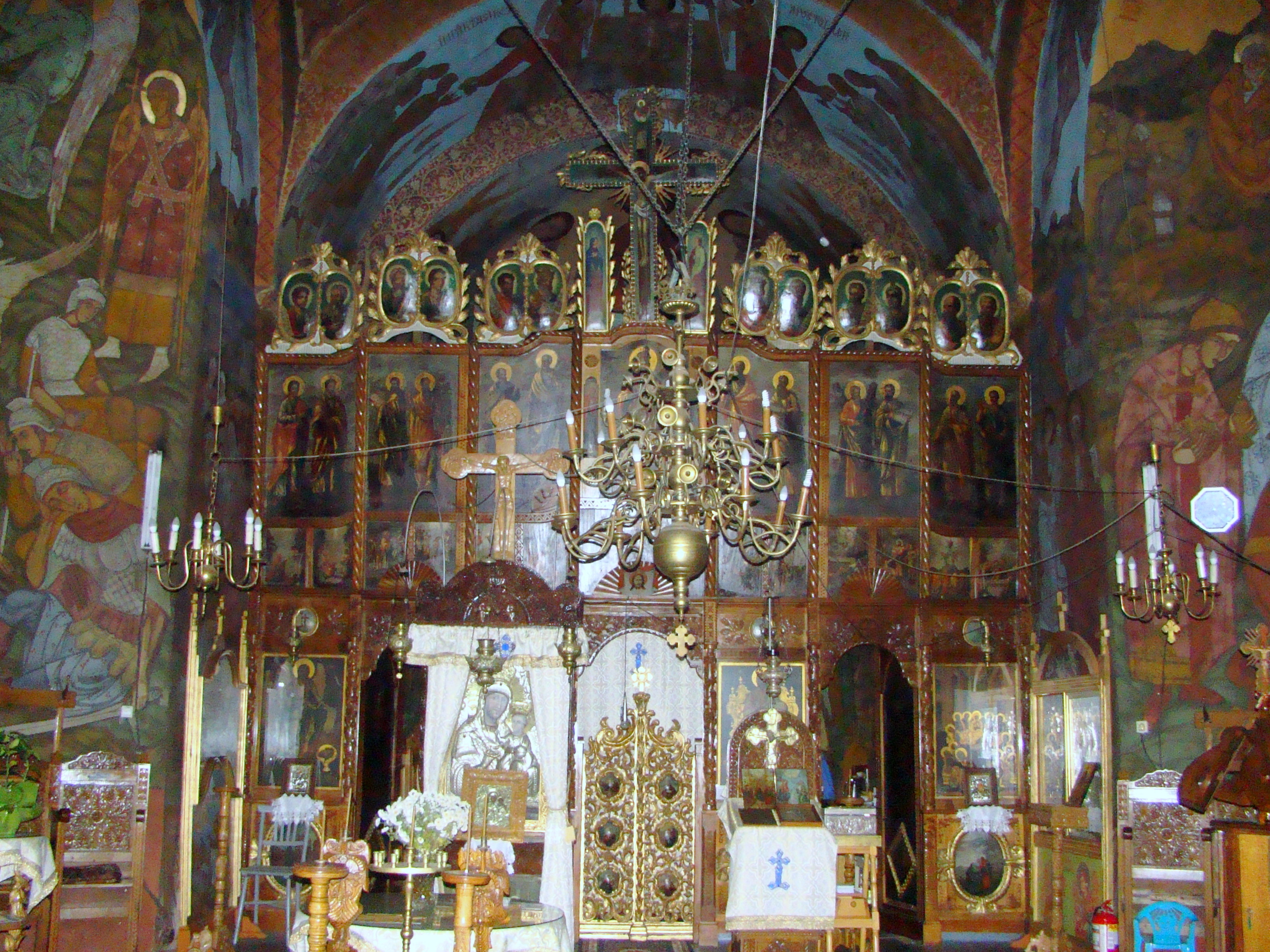
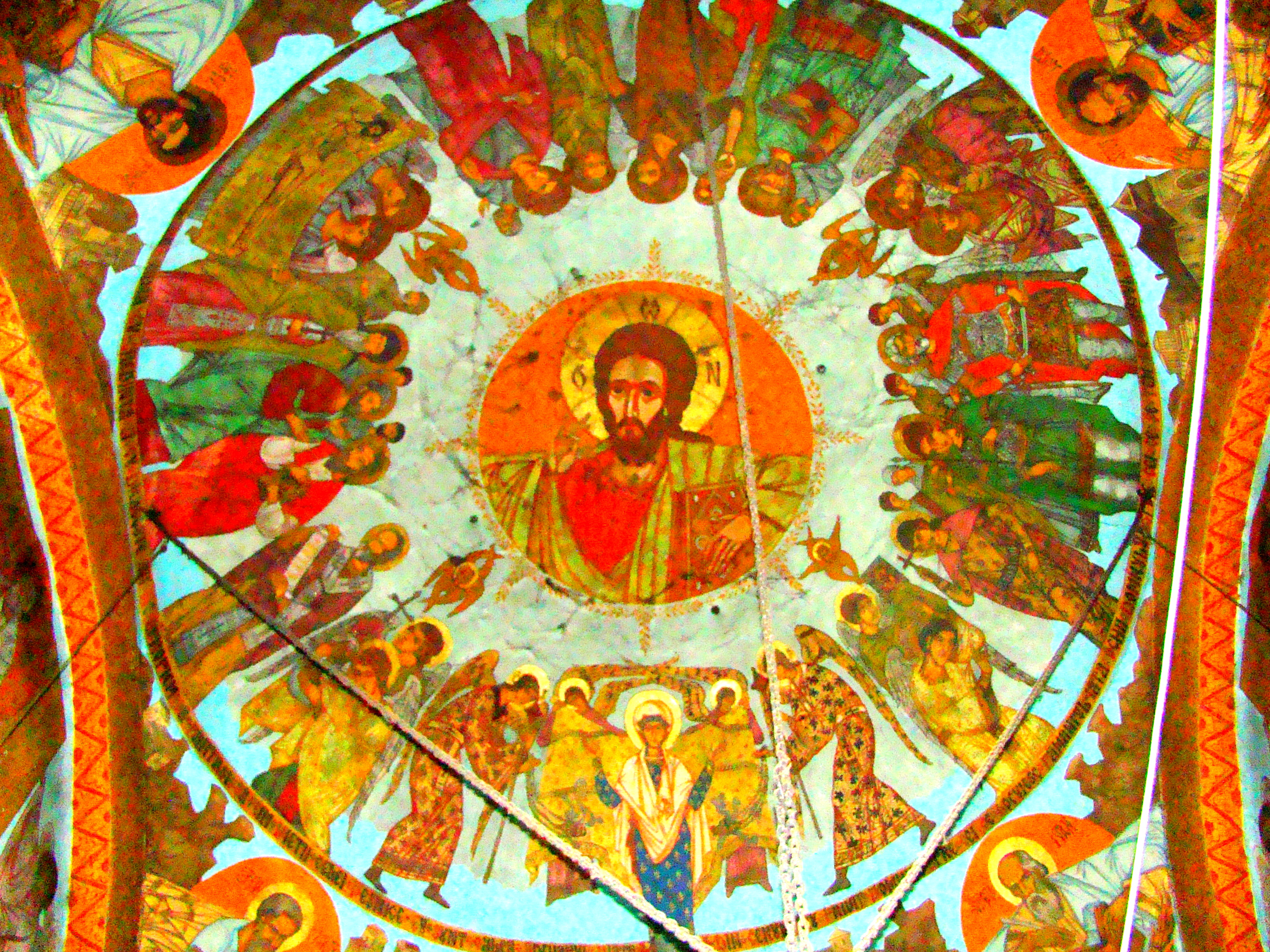
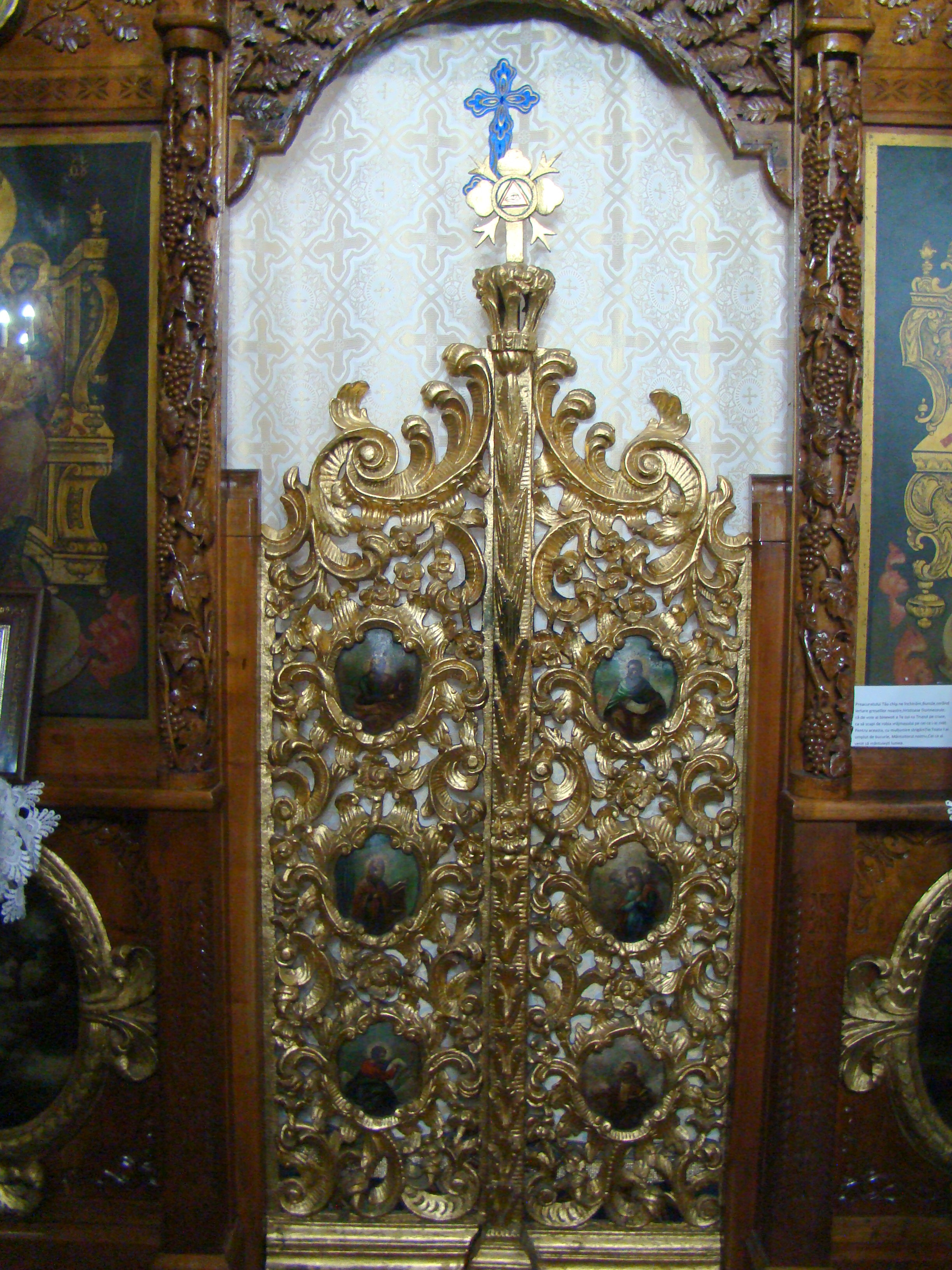
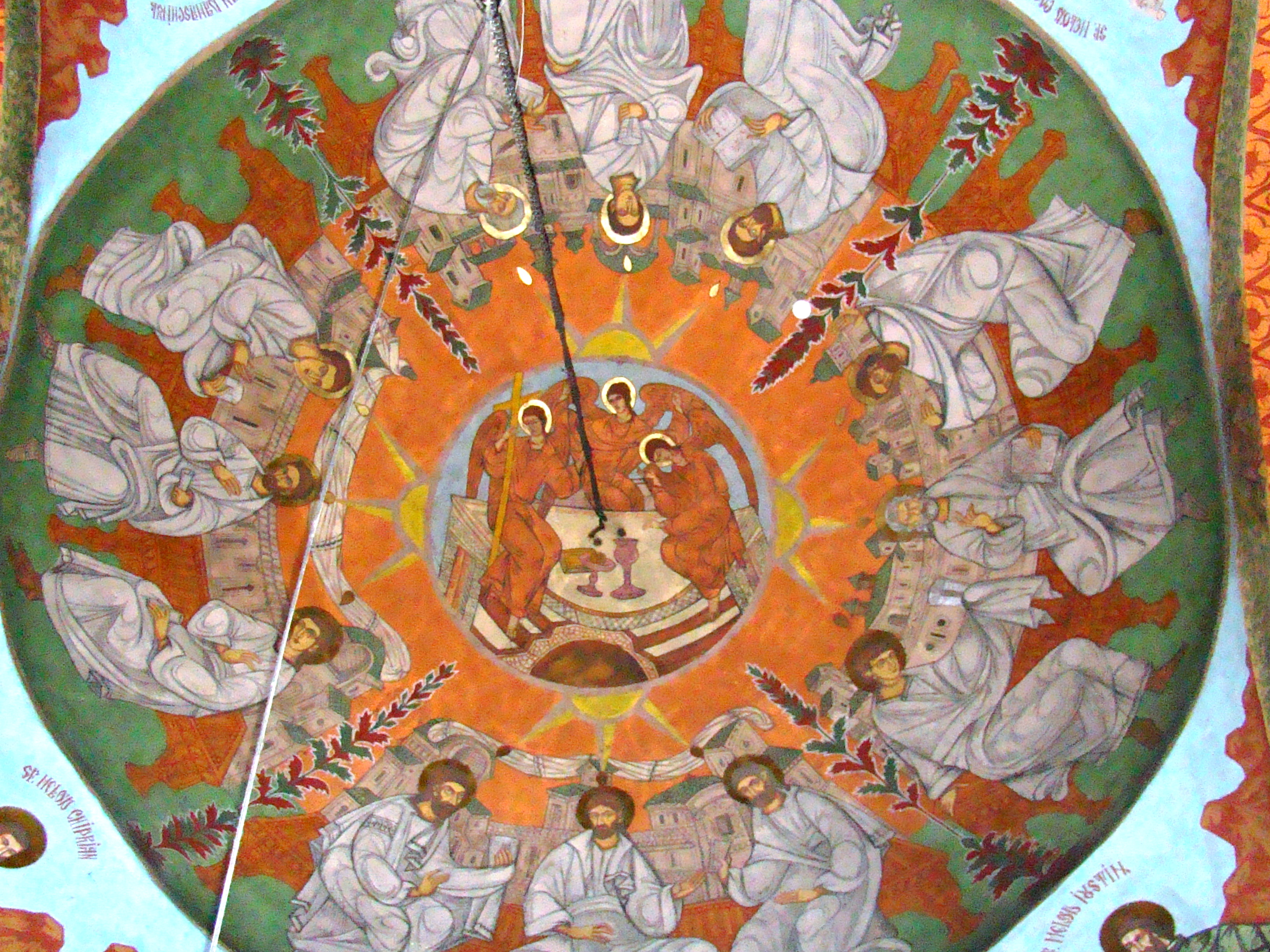
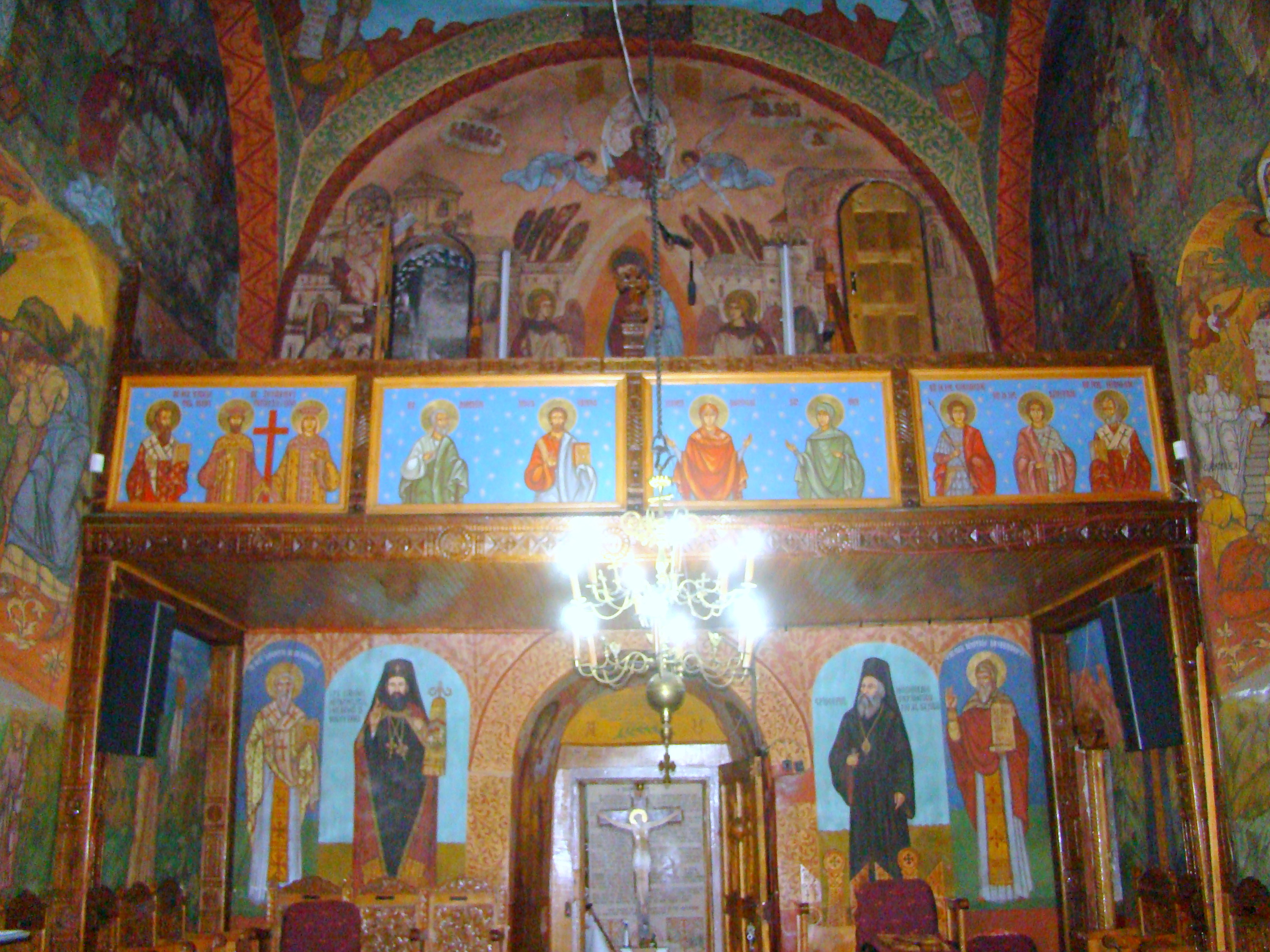
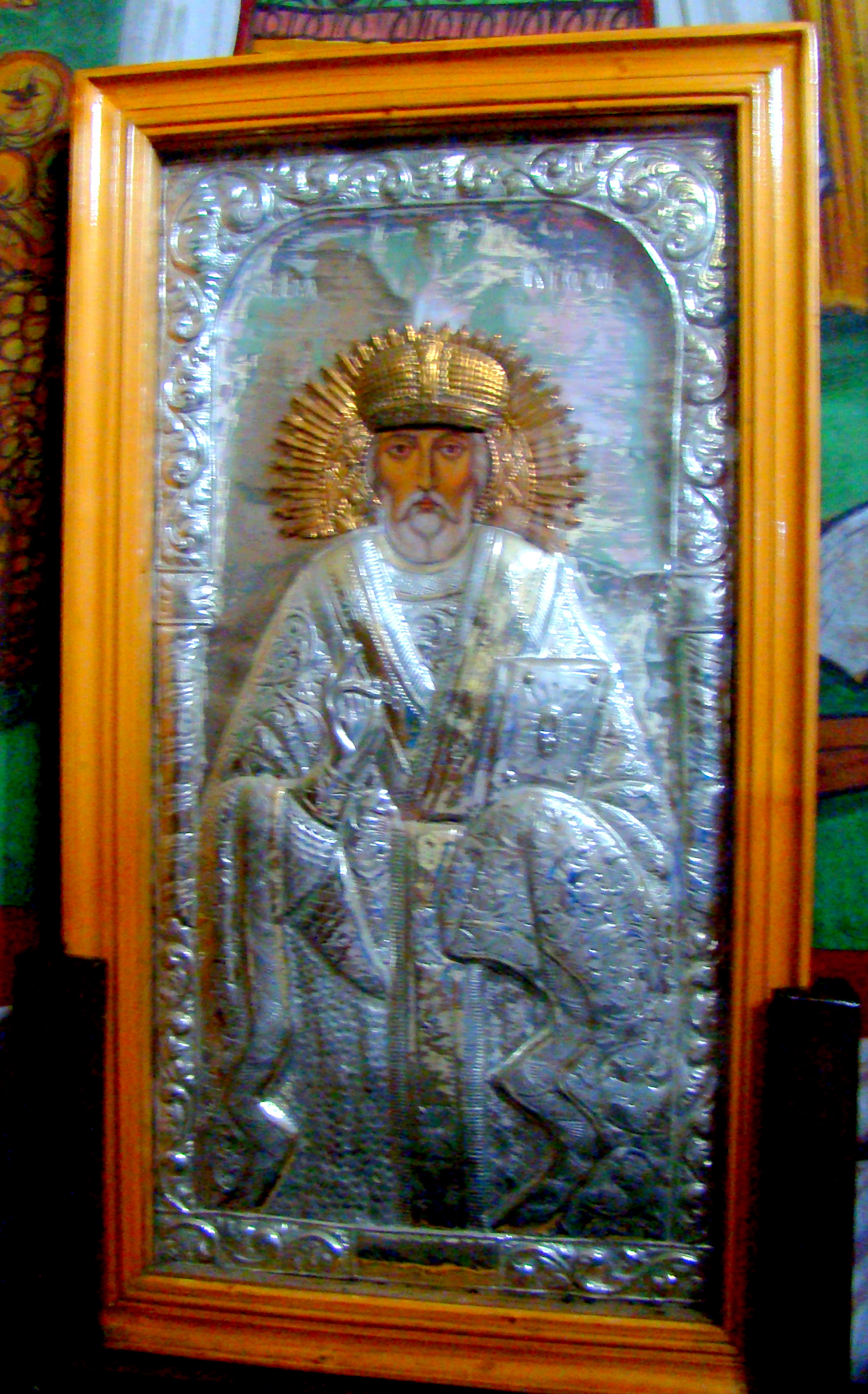
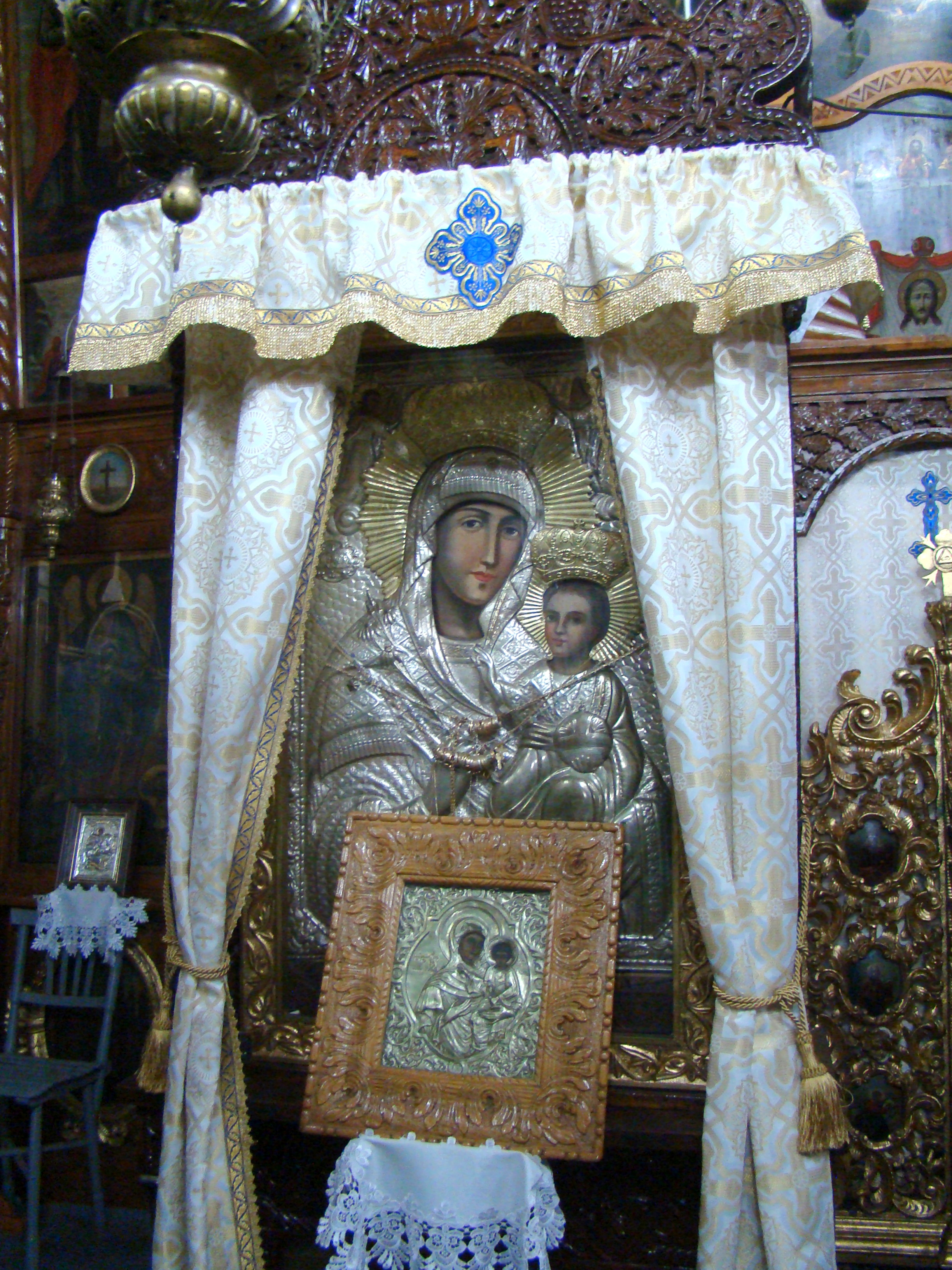
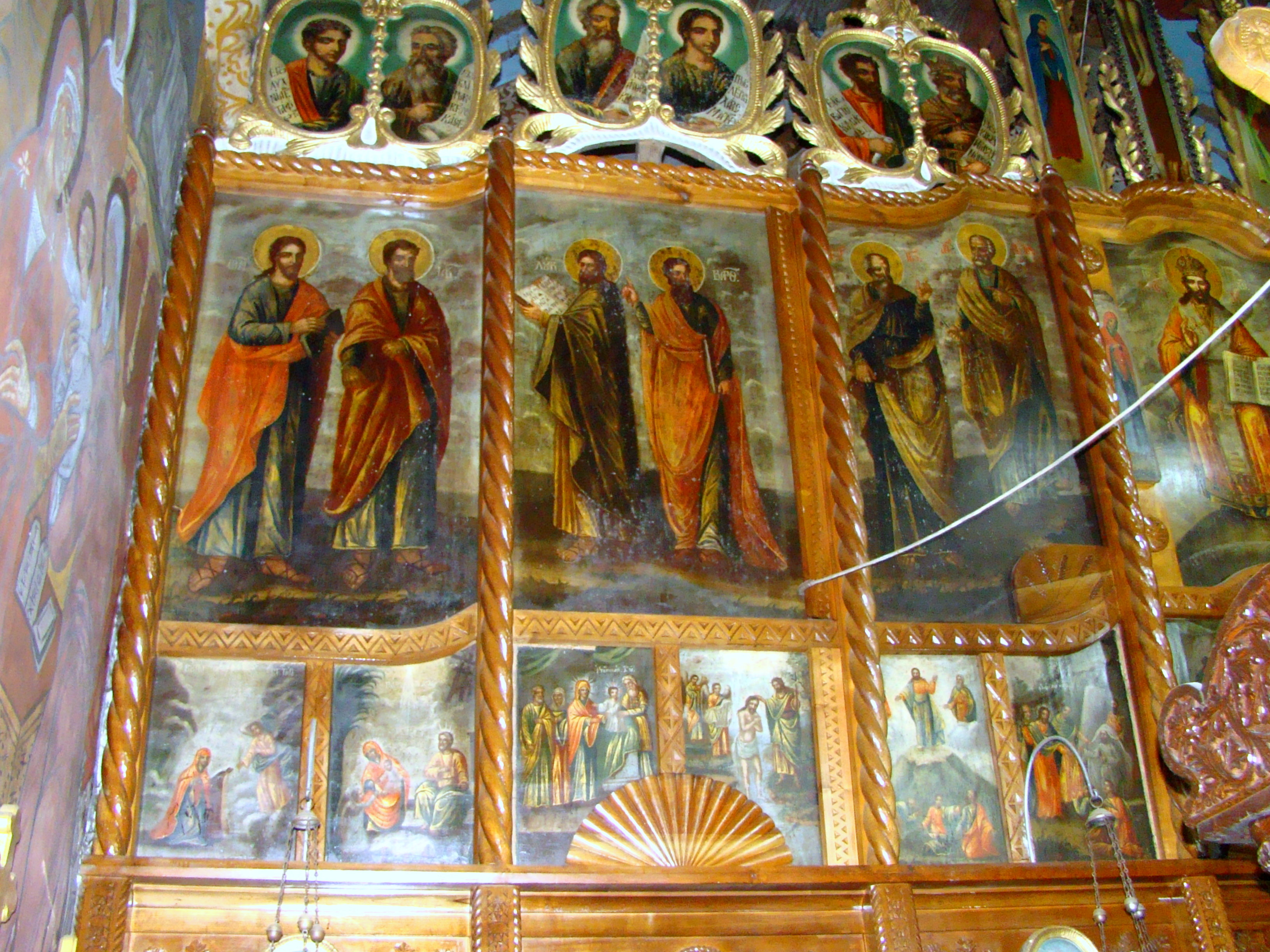
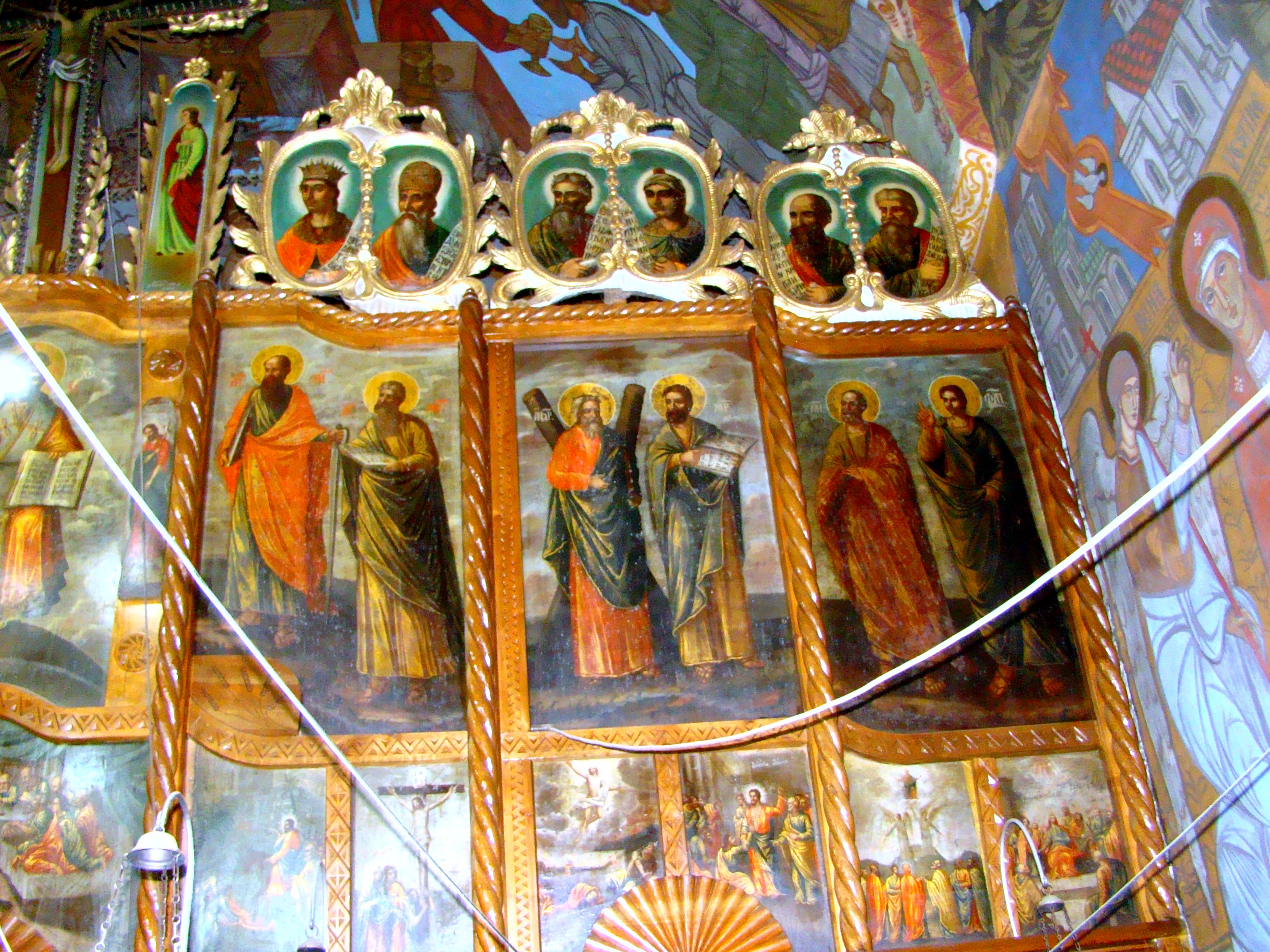
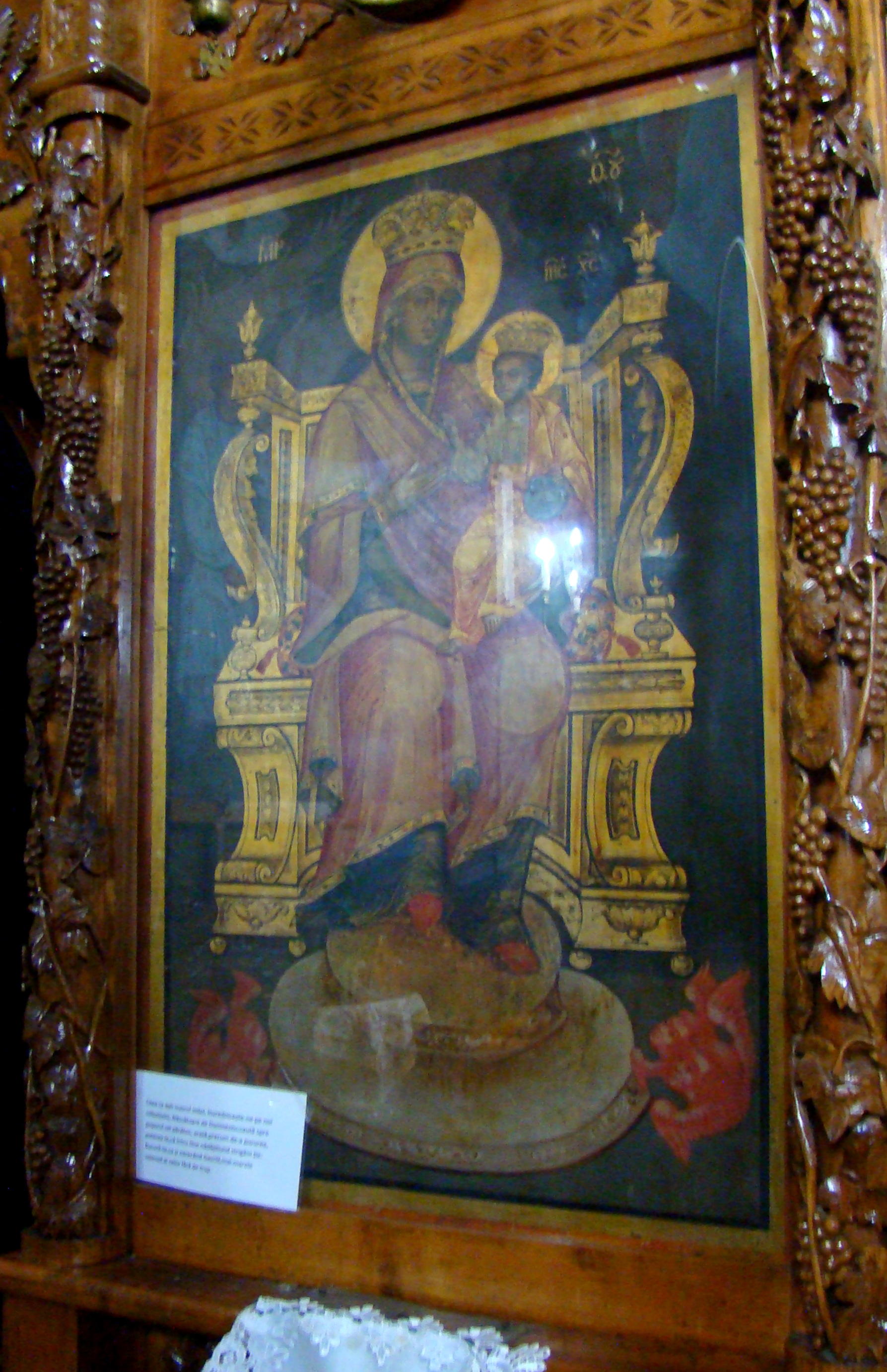
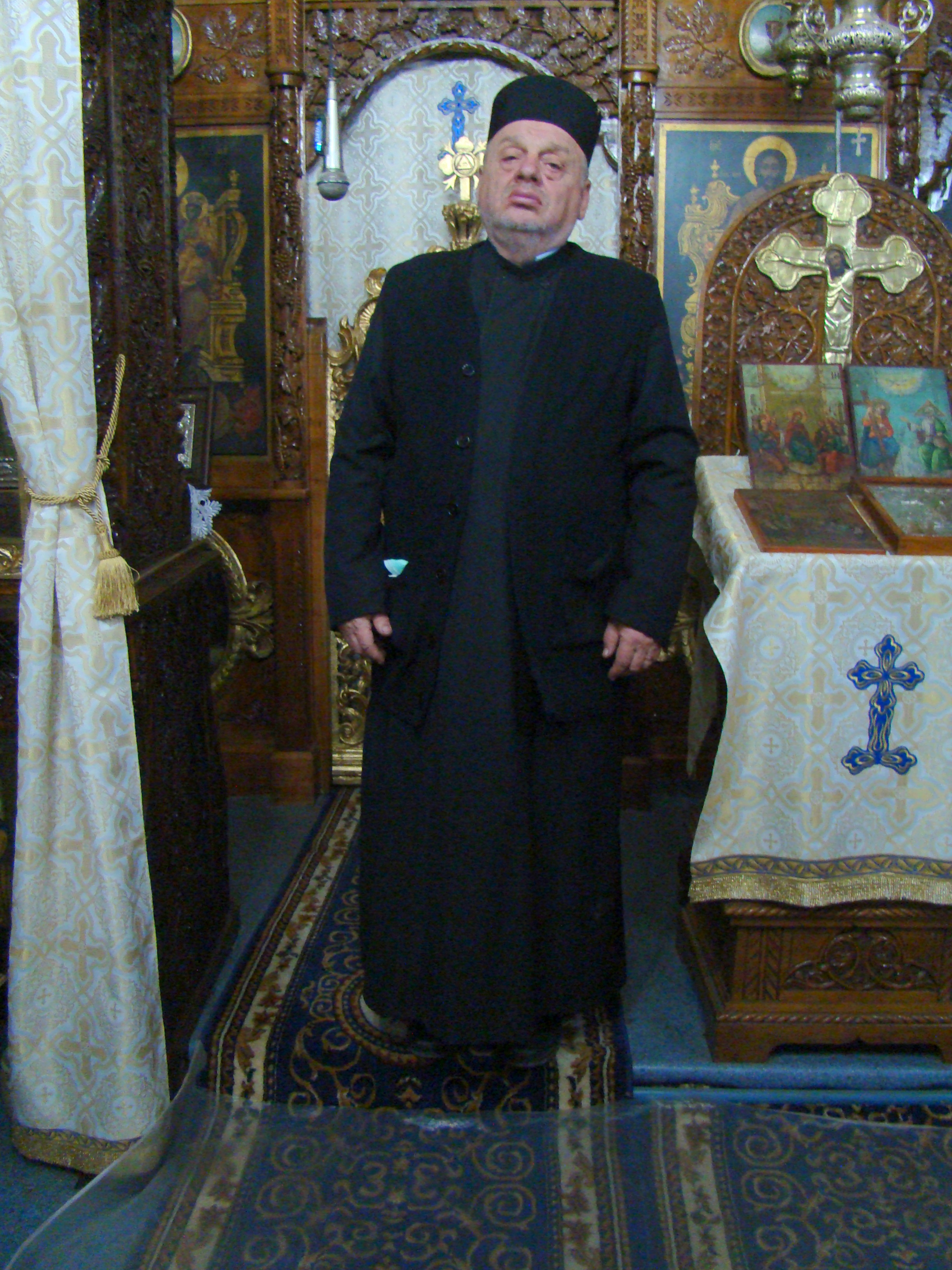
preotul paroh Constantin Rotariu
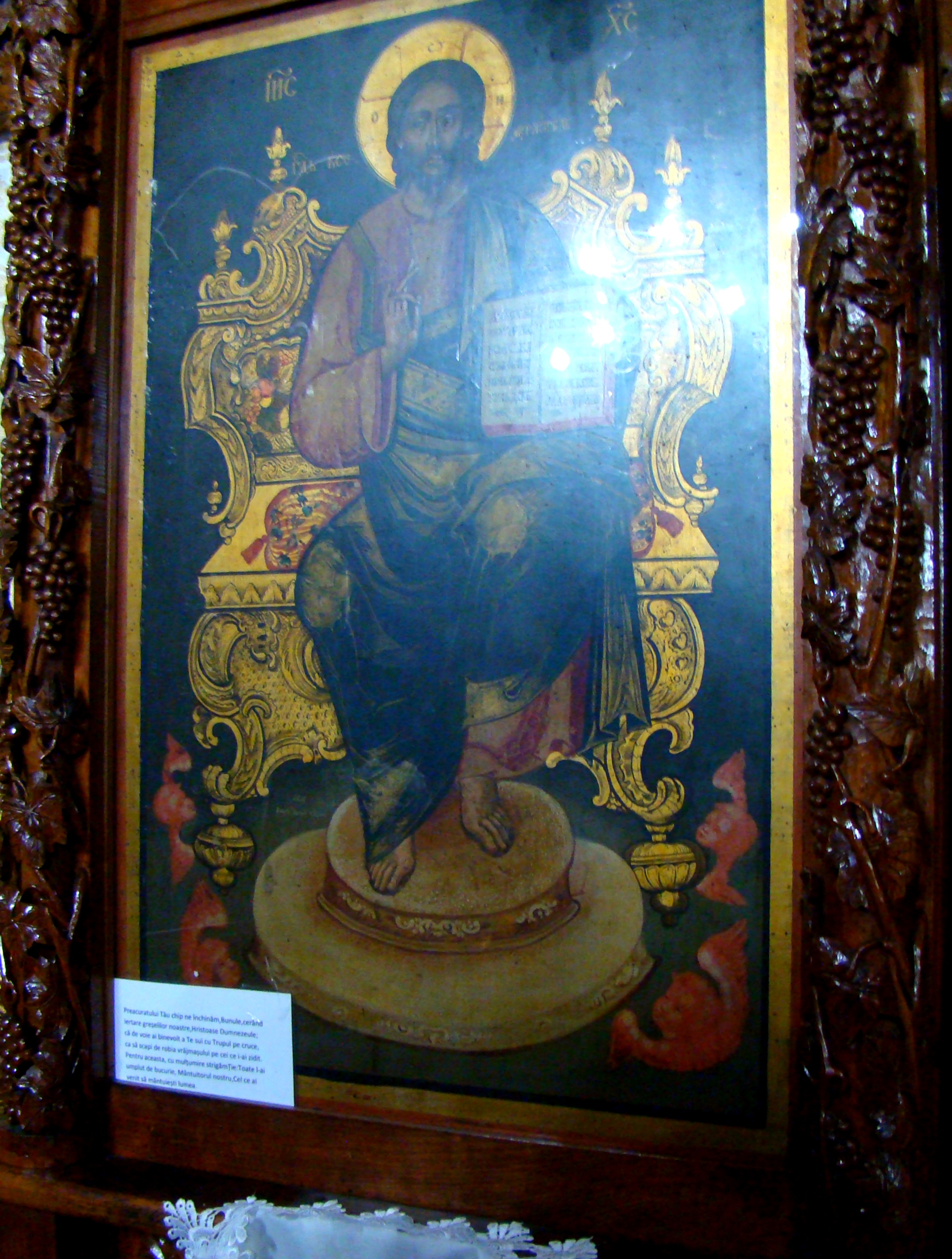
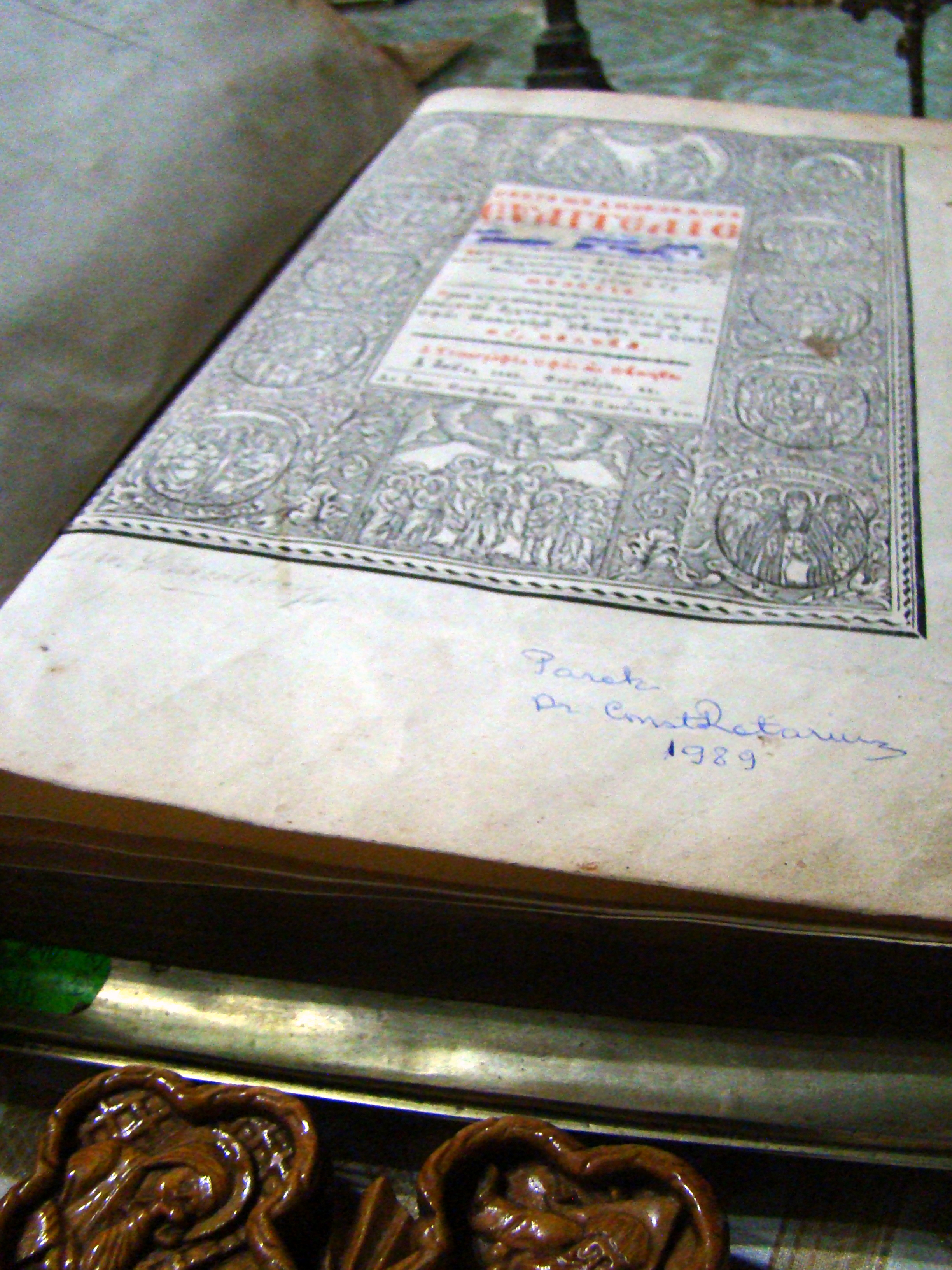
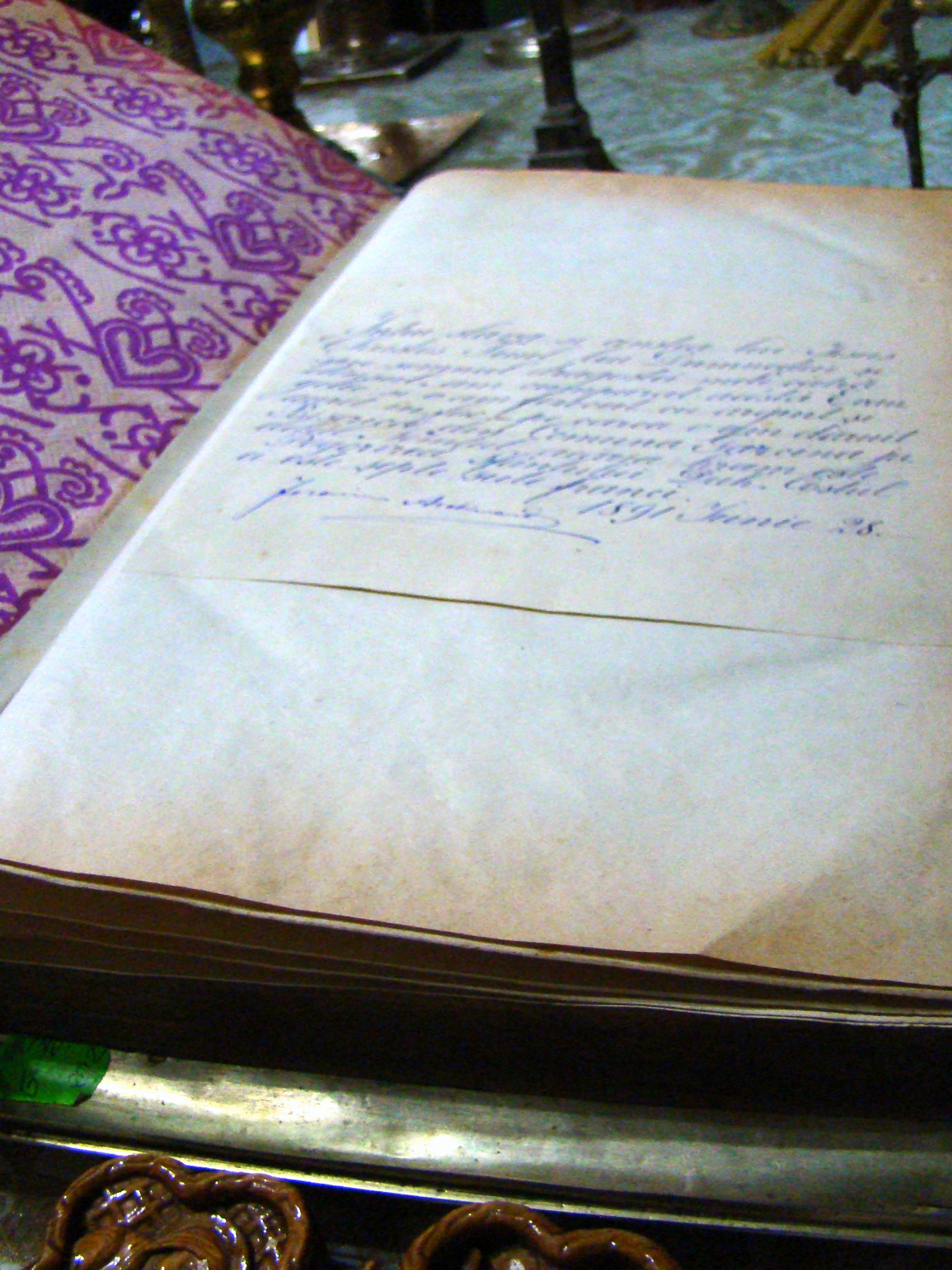
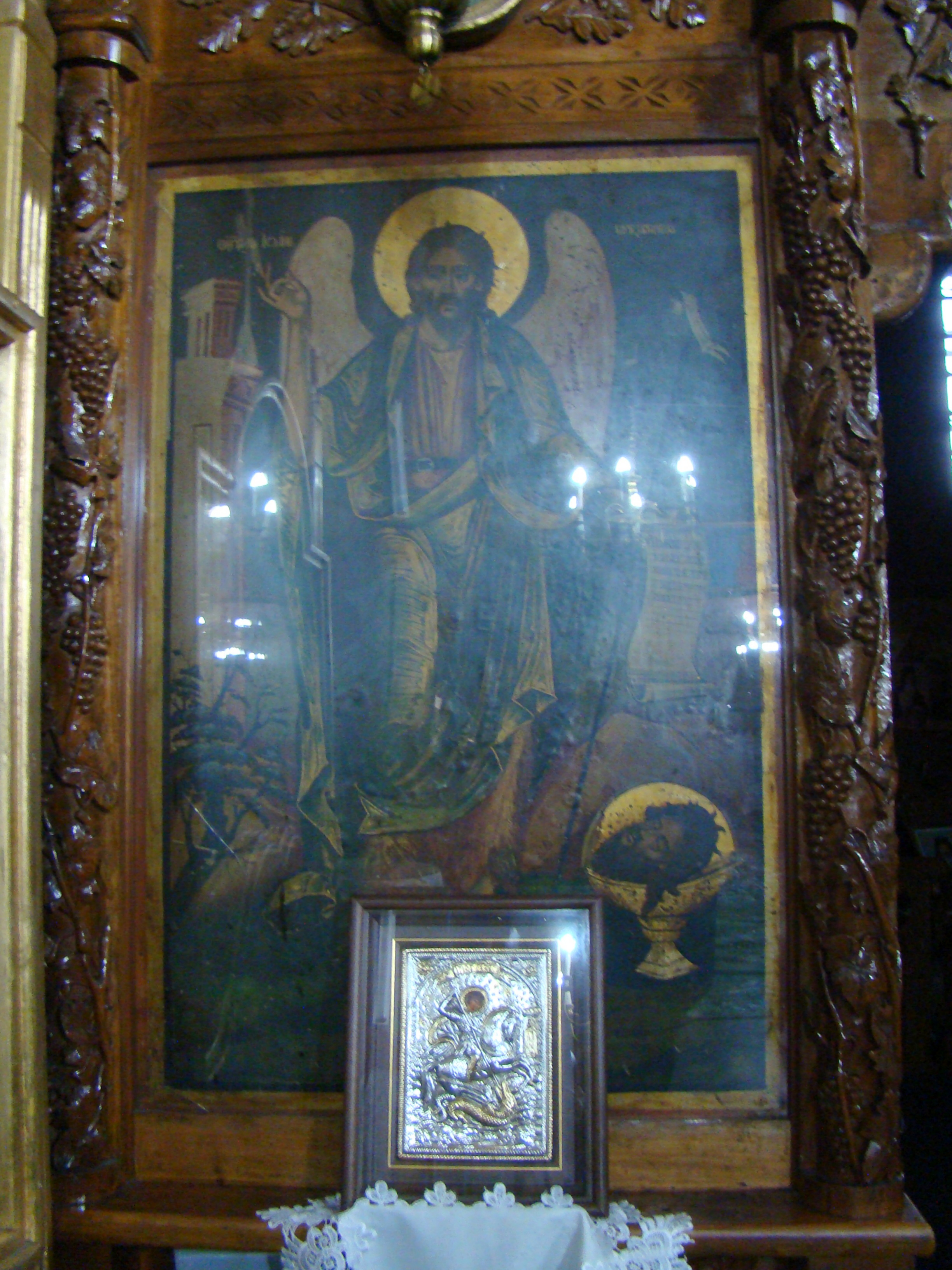
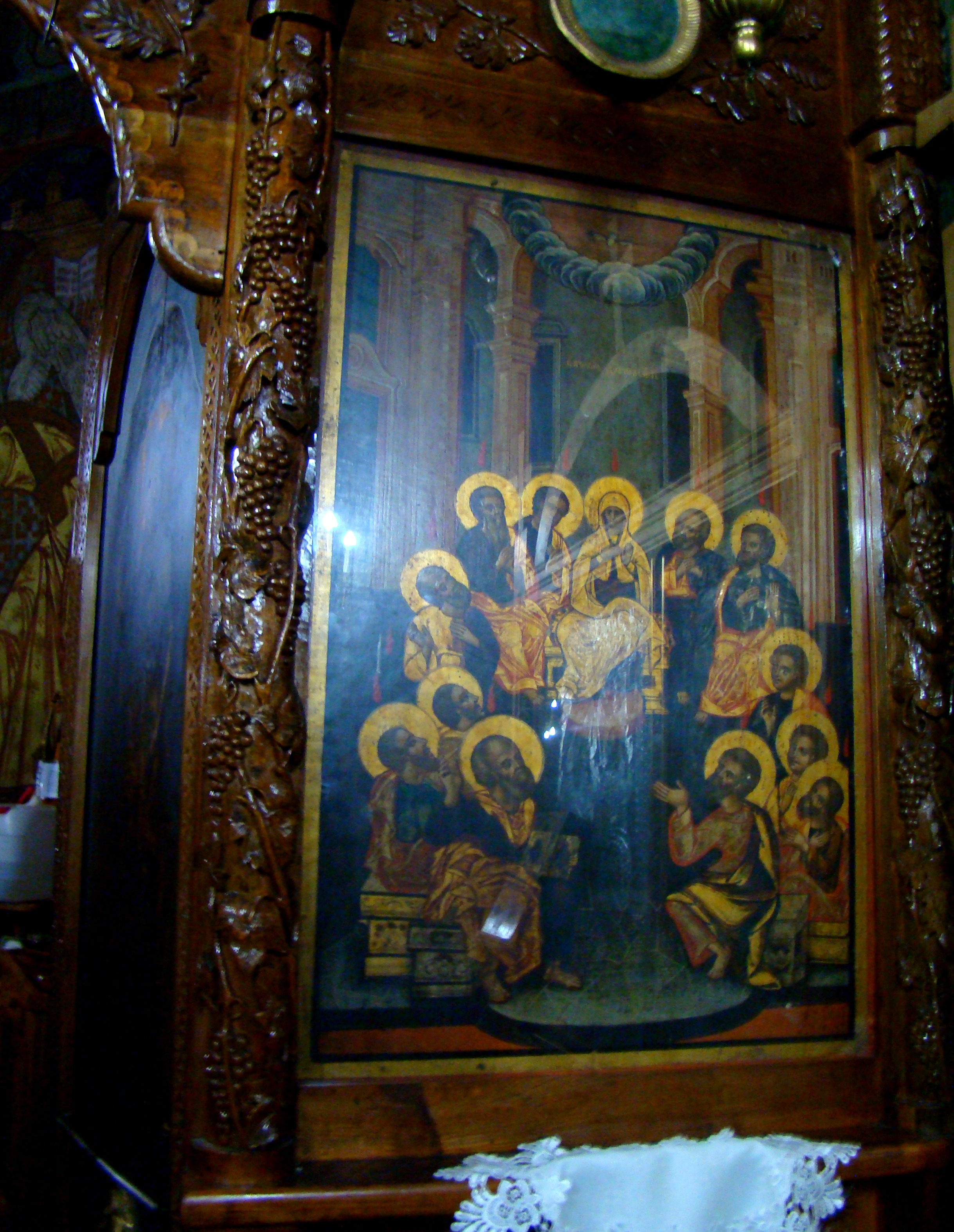
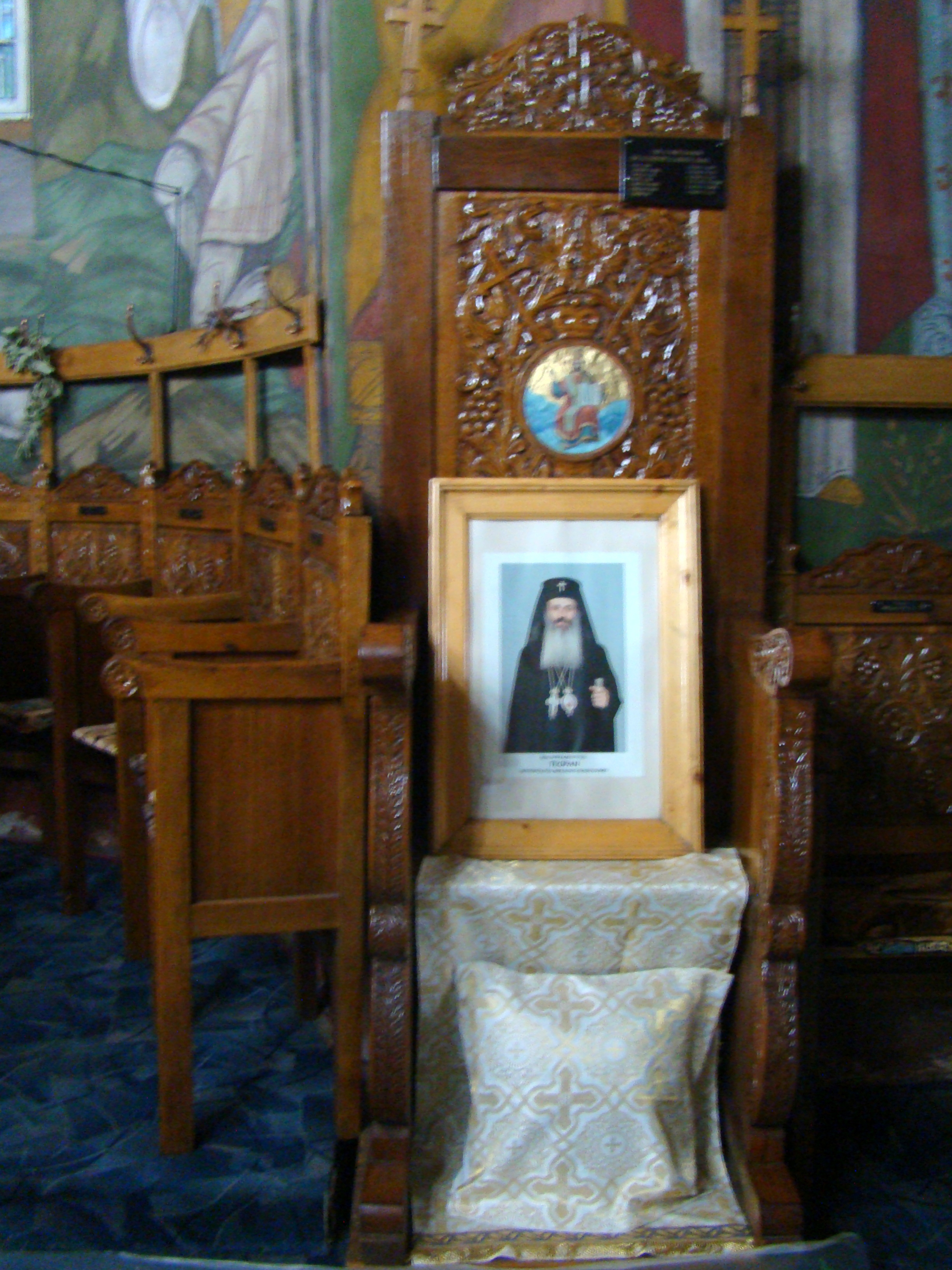
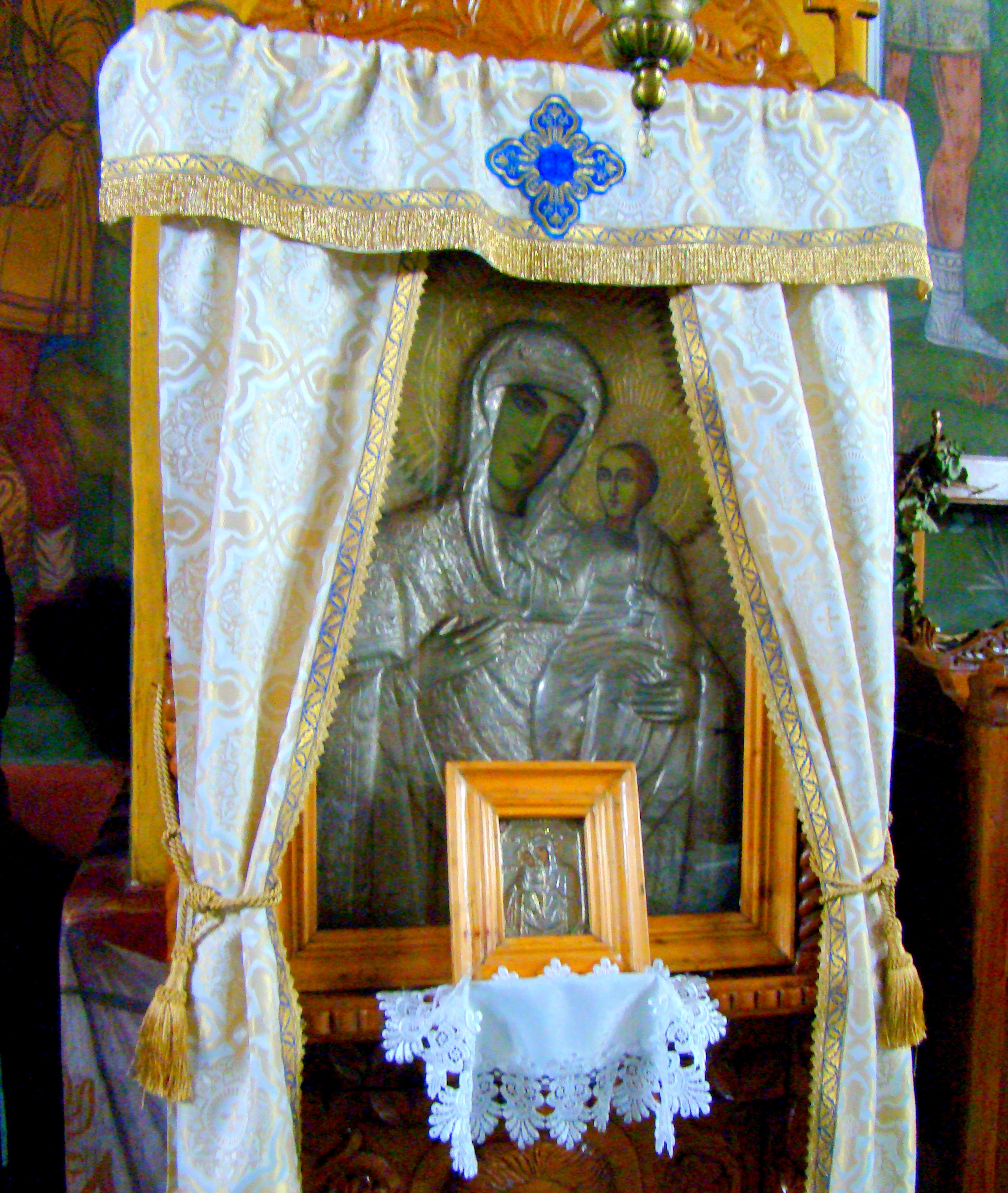
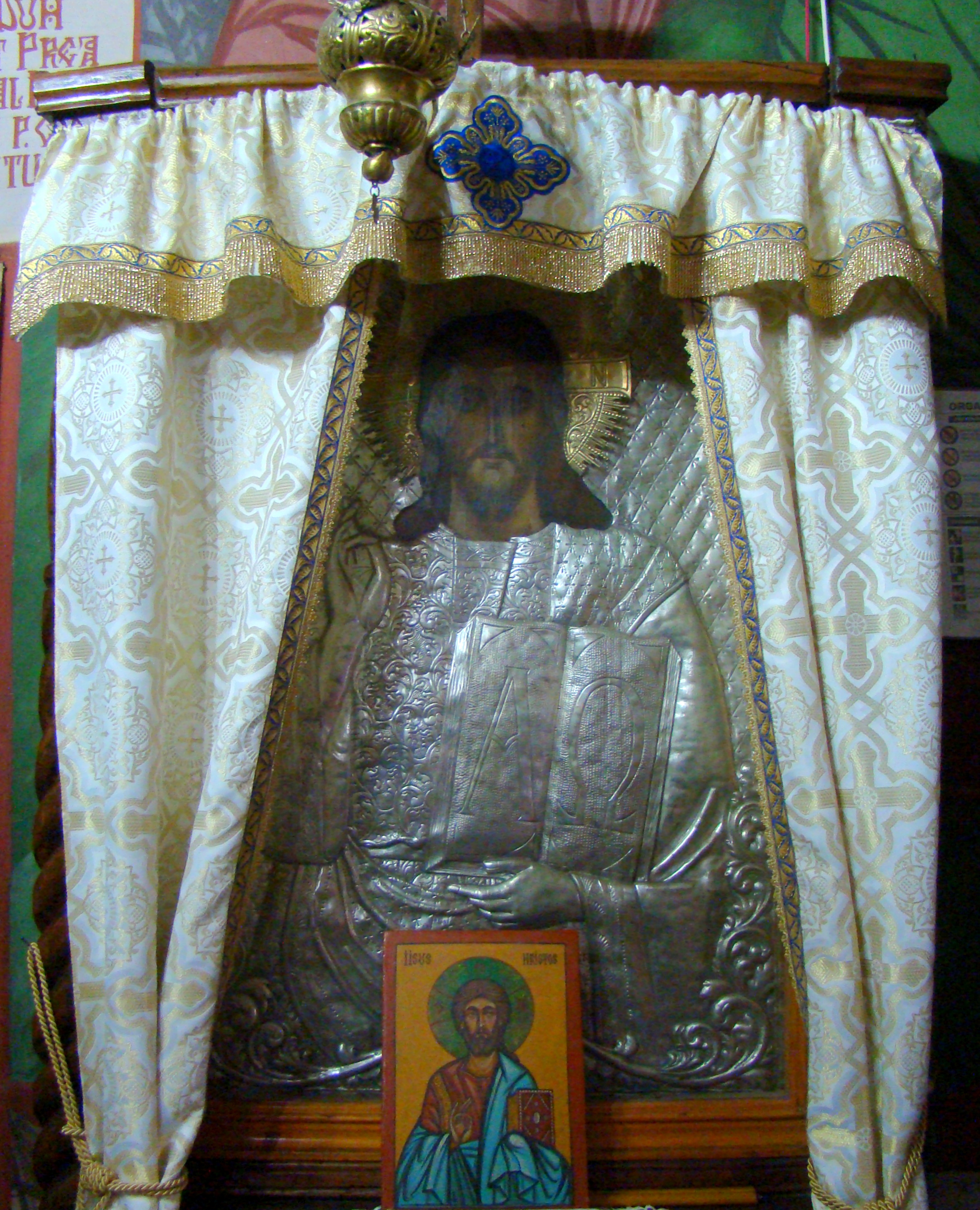
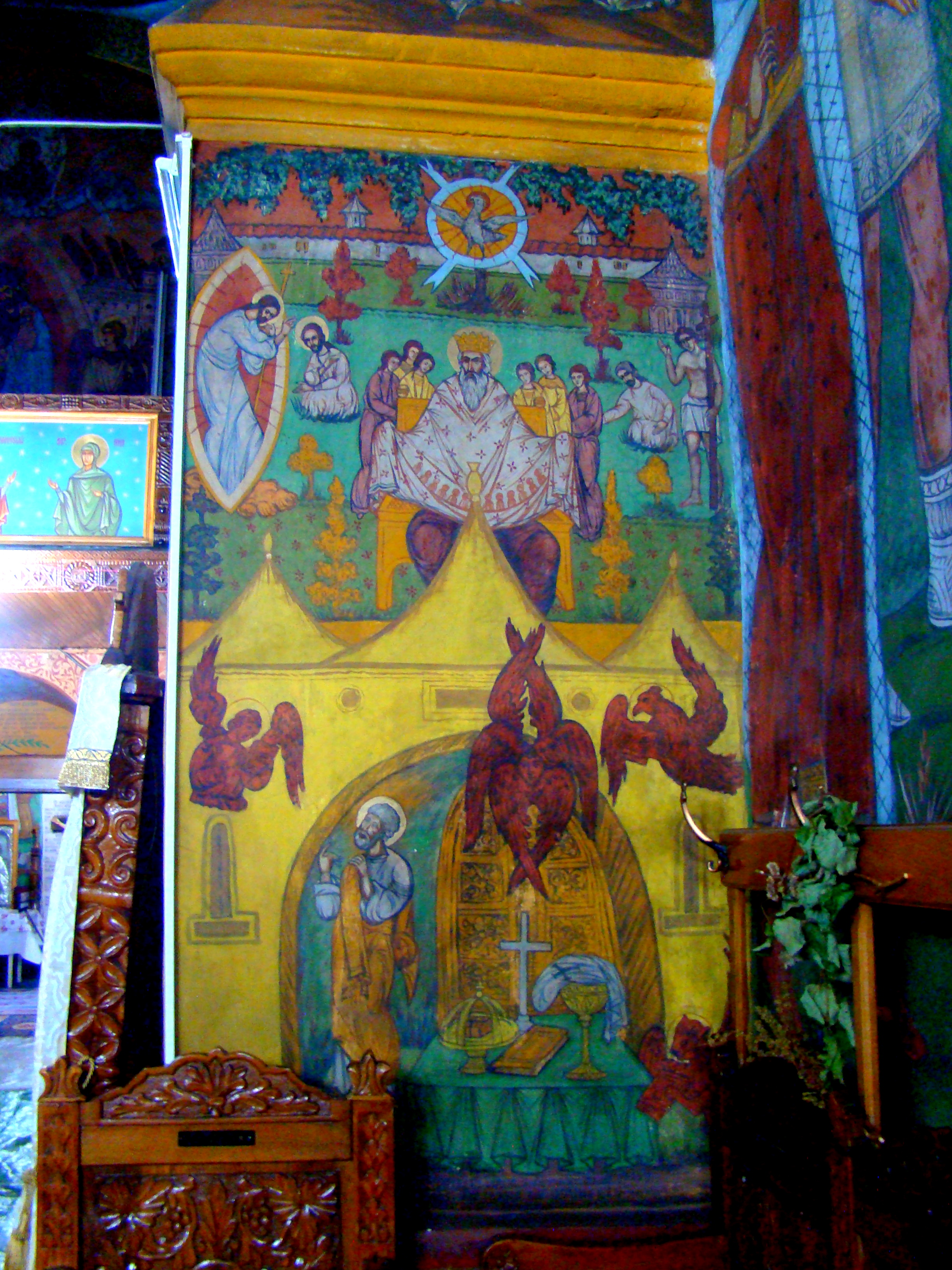
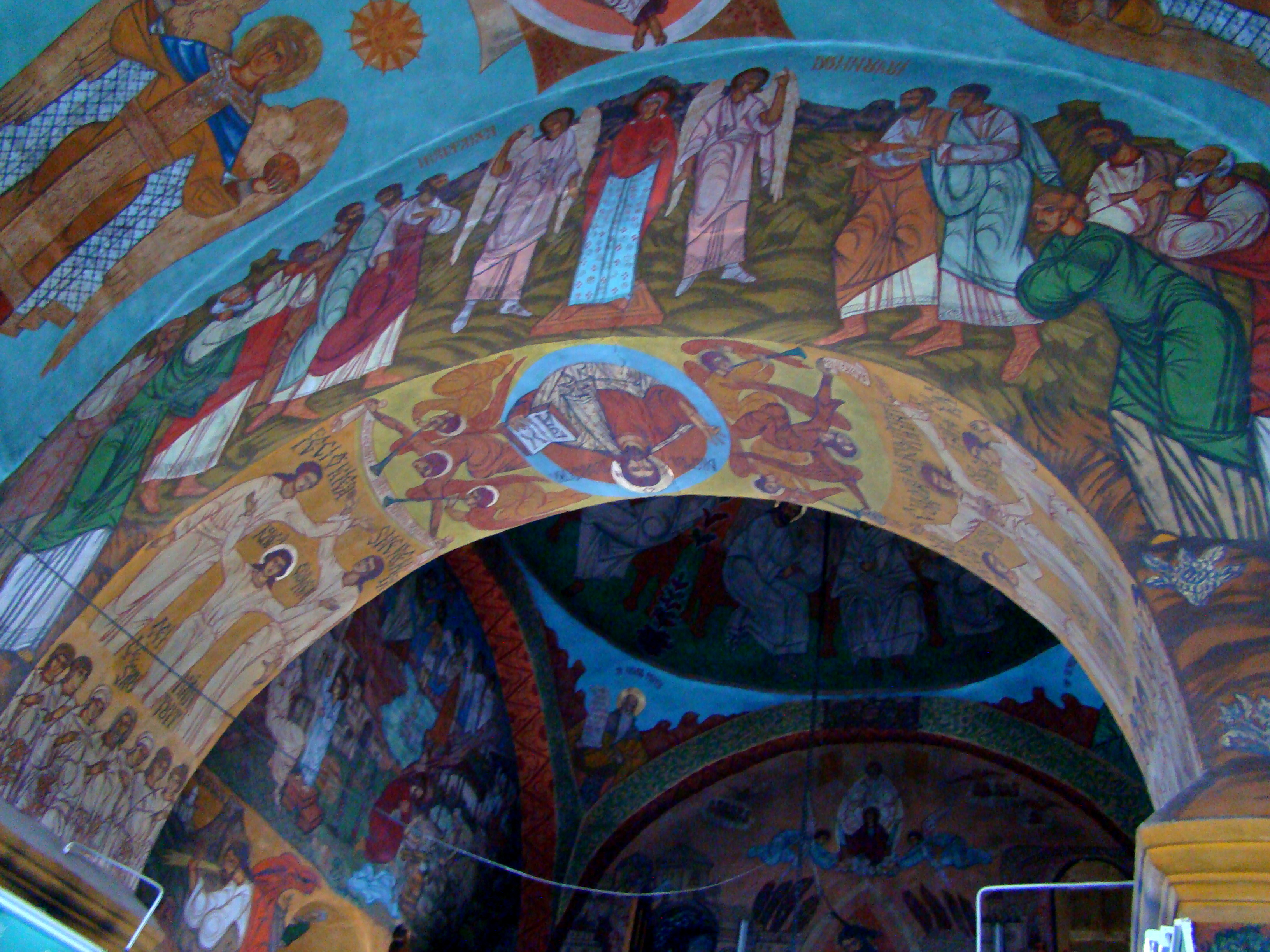
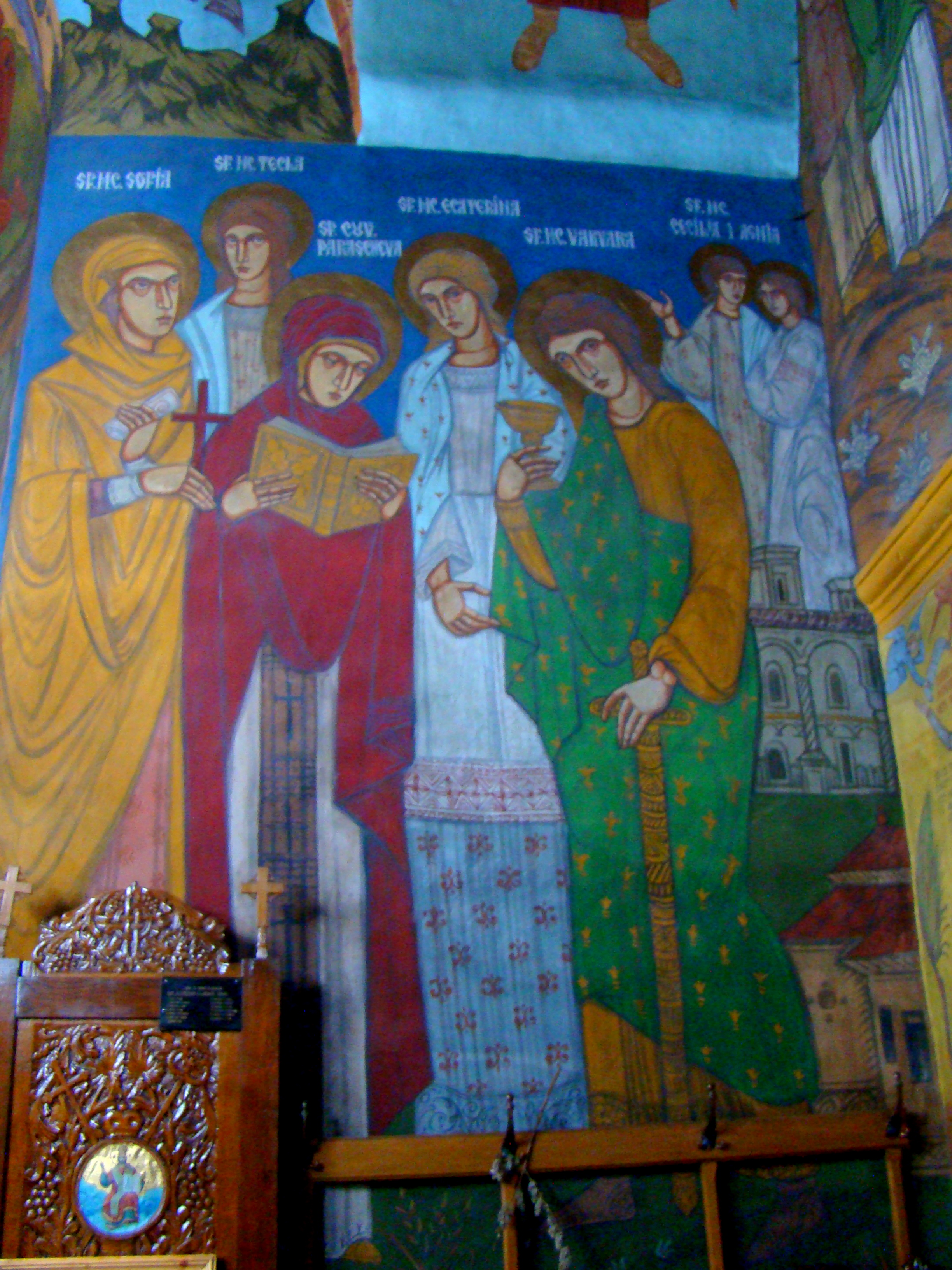
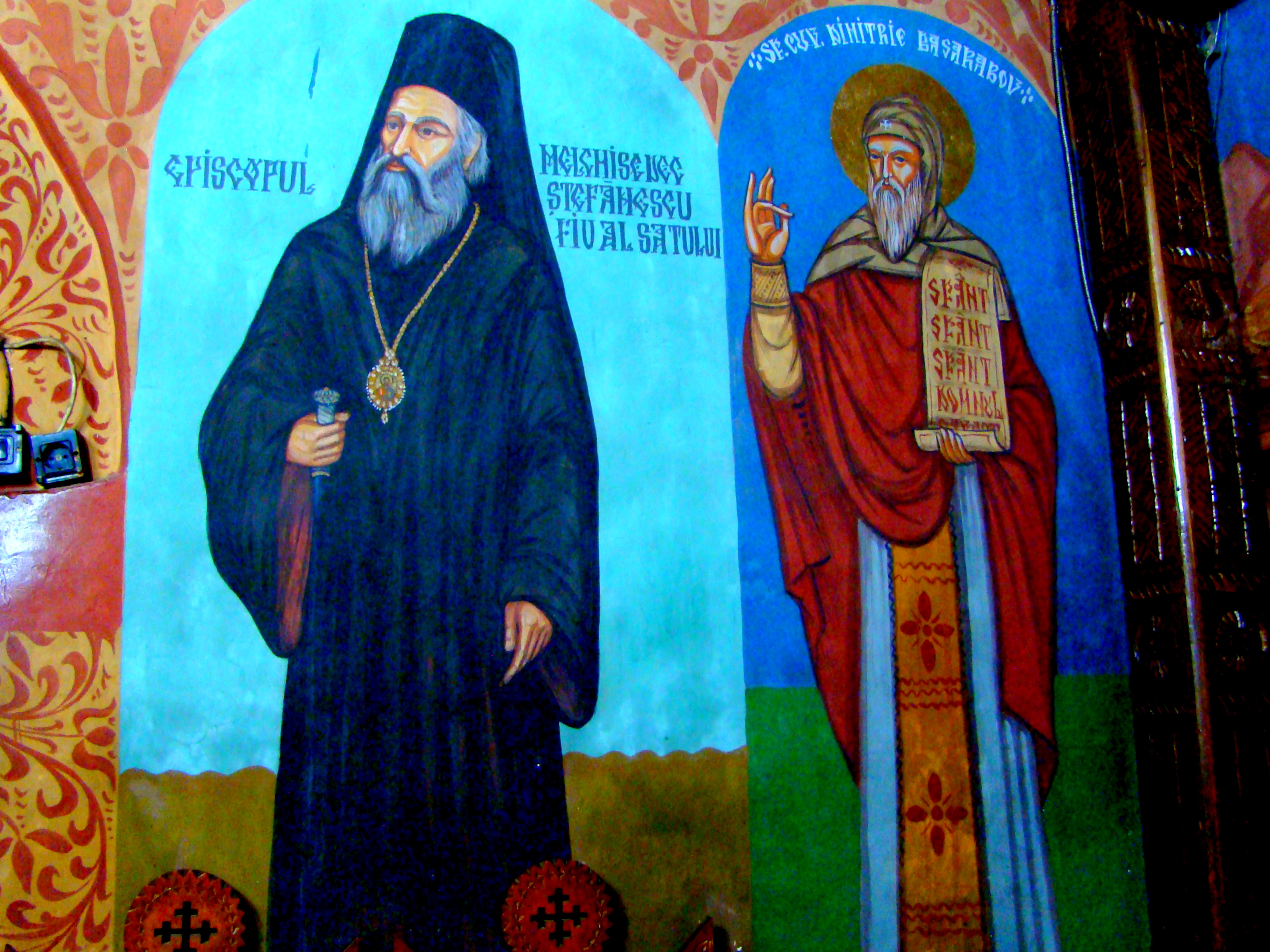
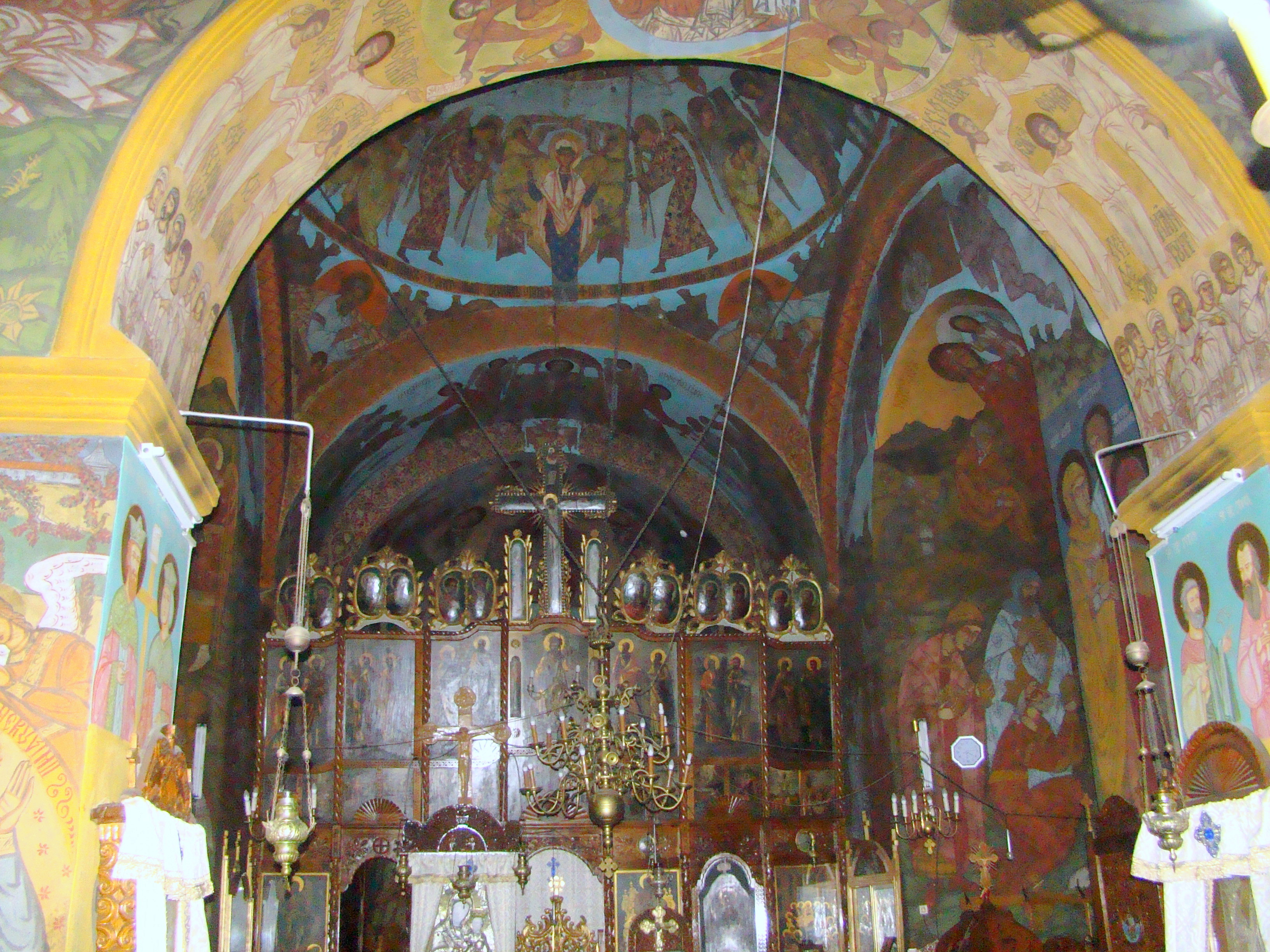
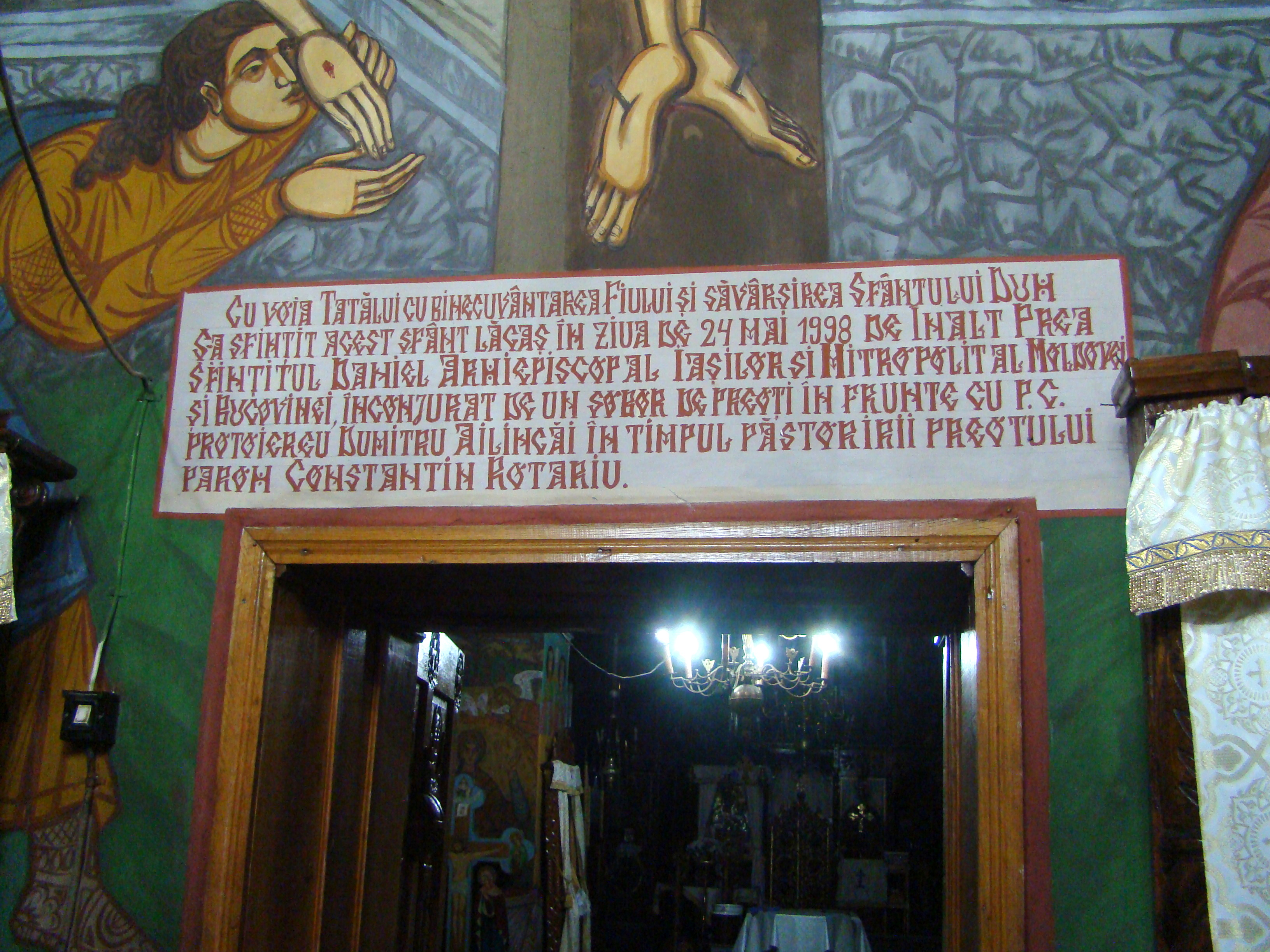
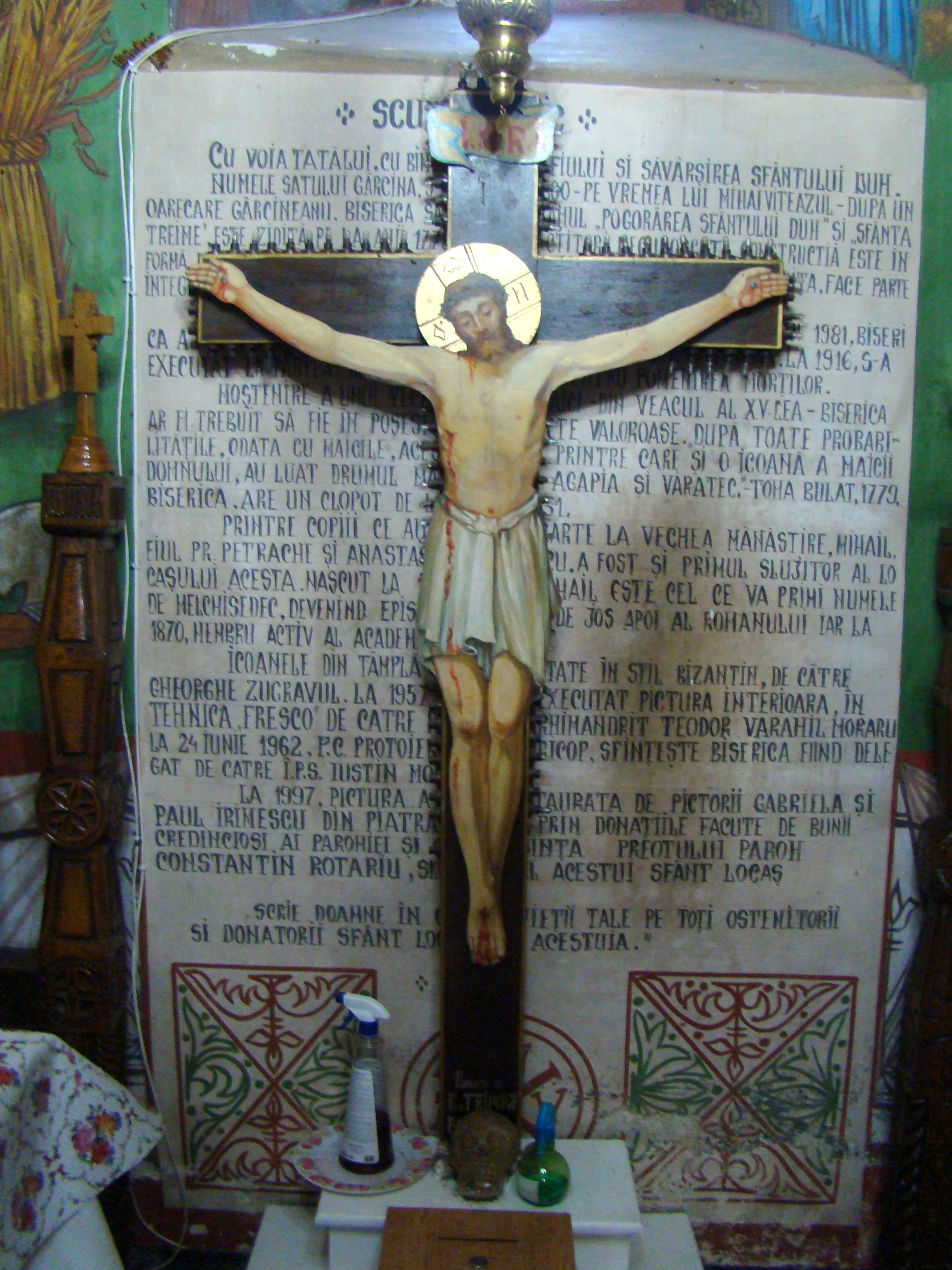